# سقطرى
سقطرى هي أرخبيل يمني يتبع إقليم حضرموت مكون من ست جزر على المحيط الهندي قبالة سواحل القرن الأفريقي بالقرب من خليج عدن، وتقع على بعد حوالي 240 كيلومترًا (150 ميل) شرق سواحل الصومال و 380 كيلومترًا (240 ميلًا) جنوب شبه الجزيرة العربية. يشمل الأرخبيل  جزيرة رئيسية وهي سقطرى، وخمس جزر أخرى هي درسة وسمحة وعبد الكوري، وصيال عبد الكوري وصيال سقطرى  وسبع جزر  صخرية وهي صيرة وردد وعدلة وكرشح وصيهر وذاعن ذتل وجالص ، وتعتبر جزيرة سقطرى أكبر الجزر العربية واليمنية، ويبلغ طول الجزيرة 125 كم وعرضها 42 كم ويبلغ طول الشريط الساحلي 300 كم، عاصمة الجزيرة حديبو، وبلغ عدد سكان الجزيرة حسب تعداد 2004م 175,020 ألف نسمة.
ترجع شهرة سقطرى وأهميتها التاريخية إلى بداية العصر الحجري وازدهار تجارة السلع المقدسة، ونشاط الطريق التجاري القديم - طريق اللبان، حيث اشتهرت سقطرى بإنتاج الند وهو صنف من أصناف البخور، وبإنتاج «الصبر السقطري» كأجود أنواع الصبر وزادت أهميتها وتردد ذكرها إلى شعوب حضارات العالم القديم التي كانت تنظر إلى السلع المقدسة نظرة تقديس البخور والمر والصبر واللبان ومختلف الطيب، وكانوا يسمون الأرض التي تنتج هذه السلع الأرض المقدسة ولهذا سميت جزيرة سقطرى عند قدماء اليونان والرومان بجزيرة السعادة.
خلّف انعزال الجزيرة الطويل عن أفريقيا وشبه الجزيرة العربية مستوى فريد وغير مألوف من الاستيطان الحيوي على الجزيرة، وكذلك في المستوى الاجتماعي لسكان الجزيرة.
وهي في موقع استثنائي من حيث التنوع الكبير في نباتاته، ونسبة الأنواع المستوطنة، حيث أن 73% من أنواع النباتات (من أصل 528 نوعاً) و 09% من أنواع الزواحف و 59% من أنواع الحلزونيات البرية المتواجدة في الأرخبيل غير موجودة في أي مناطق أخرى من العالم. أما بالنسبة للعصافير، فالموقع يؤوي أنواعاً هامة على المستوى العالمي (291 نوعاً، يتوالد 44 منها في الجزر، فيما يهاجر 58 منها بانتظام)، ومن بينها بعض الأنواع المهددة بالانقراض، وتتميز الحياة البحرية في سقطرى بتنوع كبير، مع تواجد 352 نوعاً من المرجان الباني للشعب، و 730 نوعاً من الأسماك الساحلية، و 300 نوع من السراطين والكركند والإربيان.
صُنِّفَت الجزيرة كأحد مواقع التراث العالمي في عام 2008، وصنفتها صحيفة النيويورك تايمز كأجمل جزيرة في العالم لعام 2010 نظراً للتنوع الحيوي الفريد والأهمية البيئية لهذه الجزيرة وانعكاسها على العالم. في أكتوبر من عام 2013، أصبحت محافظة أرخبيل سقطرى محافظة مستقلة عن محافظة حضرموت.

## التسمية
سُقُطْرَى هو الاسم المحلي لهذه الجزيرة، كما ذكره المؤرخون القدامى بتنوعيات طفيفة مثل سقطرة، سقطراء، أُسقُطْرى، أُسقوطْرَة، سوقوطراء. وضبط ياقوت الحموي اسمها في معجمه بضم أوله وثانيه وسكون طائه وألف مقصورة (سُقْطْرى)، وروى الاسم بالمد في آخره (سقطراء) ويكتب أيضاً بالتاء المربوطة (سقطرة) والأرجح سقطرى.
خاض الباحثون كثيراً في تأصيل الاسم من اللغة الهند القديمة السنسكريتية (سكهادارا सुखतारा) و(دويفا سكهادارا द्वीप सुखतारा) بمعنى "جزيرة السعادة"، ثم حرفه اليونانيون إلى (ديوسكوريدس Διοσκορίδους)، إلا أن الرأي العلمي الراجح ما وضحه المستعرب والتر مولر بان الاسم سقطرى أصيل من لغة أهل الجزيرة نفسها وليس اقتراضاً عن الهندية ولا اليونانية.
ورد اسم شعب هذه الجزيرة في نقشين سبئية (النقش CIH 621 سطر 6؛ والنقش BR-Yanbuq 47 سطر- 5) بشكل "س ك ر د" (ونطقه الافتراضي: سَكُورِد)، ثم جرى تعريبه لاحقاً بشكل "سقطرى". تاريخ الاسم الهندي مجهول، ويفترض مولر أن اليونان قد ابتكروا صيغة محرفة لاسم الجزيرة بتأثيل شعبي زائف لاسم سَكُورِد، عبر اسم مألوف عندهم وهو "ديوسكوريدس" Dioskouridēs، وربما ربطوه بأسطورة الأخوين المعروفان باسم "Dioscuri" (كاستور وبولوكس)، لاسيما وأن اليونانيين كانوا يقدسونهما بصفتهما منقذان للبحارة في أوقات الشدة. ويقترح الباحثون أن الصيغة اليونانية إنما هي مركبة من جزئين "ديو-سكوريدس"، وتشير إلى كون الاسم في الأصل "ذو-سكورد"  على الأرجح، كما هو شائع في أسماء القبائل والمواضع في لغة النقوش.

## التاريخ

خريطة أرخبيل سقطرى

من أقدم الآثار التي عثر عليها في سقطرى هو موقع قديم يقع بالقرب من قرية راكف شرق الجزيرة يرجح أن يكون بقايا مشغل لصنع الأدوات الحجرية من أحجار الصوان (العصر الحجري) وذلك حسب مصادر البعثة الروسية اليمنية التي عملت بالجزيرة إذ تغطي فيها اللقى الأثرية مساحة تقدر بـ 1600 متر مربع، كما عثر في القرية على مجموعة من المدافن بها هياكل وجماجم وعظام وكذلك بقايا سكاكين حديد ودبوس برونزي وإناء كروي من الفخار الأحمر، ويرجح أن تاريخ تلك المدافن يعود للنصف الثاني من الألف الأول قبل الميلاد.
وفي منطقة أريوش عُثر على مخربشات ورسوم صخرية لم يُحدد تاريخها لكنها شبيهة بالنقوش اليمنية القديمة وكذلك النقوش والرسوم التي عثر عليها في الجزيرة العربية من صور سحرية ومناظر للإنسان والحيوان، أما اللقى الأثرية التي عثر عليها في وادي حجرة فتدل على قطع من أواني فخارية مستوردة يعود تاريخها إلى القرن الثاني حتى القرن السادس للميلاد.
مع إنه من غير المعروف بالضبط متى استوطن الإنسان أرخبيل سقطرى، إلا إن عالم الآثار الكسندر سيدروف- مدير متحف الشعوب الحضارية في روسيا ورئيس البعث الأثري الروسية في سقطرى يقول إنه قد تم العثور على موقع يعود إلى العصور الحجرية أي إلى ما قبل مليون ونصف المليون سنة، الأمر الذي يؤكد أن الإنسان القديم سكن هذه المنطقة المهمة من العالم وقد تكون الجزيرة متلاصقة مع القارات الأخرى، مضيفاً بأن ديانة سكان الجزيرة قديما كانت كديانة سكان حضرموت الذين كانوا يعبدون الإله سين “ذو عليم” في العالم القديم. ونجد العديد من المؤرخين قد أشار إلى الجزيرة وخاصة المؤرخين الرومان والإغريق، وبعض المؤرخين والجغرافيين العرب.
التاريخ القديم
كانت الجزيرة تتبع مملكة حضرموت في القرن (330) قبل الميلاد، حاول الأغريق والفراعنة وكذلك الفرس والروم السيطرة على جزيرة سقطرى.
استولى الحميريون على جزيرة سقطرى في عام 320 في القرن الرابع الميلادي، بعد استيلائهم على مملكة حضرموت.

### التاريخ الوسيط

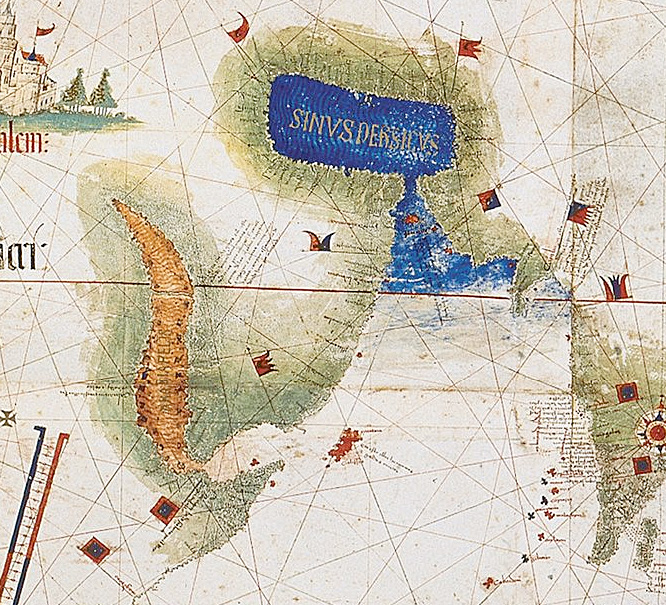
خريطة برتغالية قديمة لشبه الجزيرة العربية يظهر فيها البحر الأحمر وجزيرة سقطرى (باللون الأحمر)، والخليج العربي (بالأزرق)، بالإضافة لمضيق هرمز.

احتل إسطول برتغالي بقيادة ترستاو دا كونها وألفونسو دي ألبوكيرك سقطرى في 1507 ثم رحلوا عنها سنة 1511م.
أشار المؤرخ الحضرمي شنبل إنه في عام 1509م شن خميس وعامر أبناء سعد بن الزويدي من قشن غارات على سقطرى التي كانت آنذاك في قبضة الفرنج -يقصد هنا البرتغاليين- فاقتتلوا معهم وقتل ما يقارب العشرة من الفرنج، وتغلّب المسلمون عليهم وسيطروا على جزء من ممتلكاتهم.
اضطر البرتغاليين في عام 1511م إلى مغادرة سقطرى، ومنذ ذلك الوقت عاد المهريون الأسياد الرئيسيين في الجزيرة، وقد أسسوا سلطنة المهرة في قشن وسقطرى في 1549، وتعرضت الجزيرة للإحتلال البريطاني، وكان سلاطينها يقاومون تلك الهجمات.

### التاريخ الحديث
في عام 1876م وصل من مستعمرة عدن إلى سقطرى المندوب السياسي البريطاني ووقع مع سلطان قشن وسقطرى على معاهدة لضمان حماية بضائع وركاب السفن البريطانية، وفي 1886 أصبحت سلطنة المهرة محمية بريطانية، ثم أصبحت فيما بعد جزءاً من محمية عدن. وفي 30 نوفمبر 1967م مع نجاح ثورة 14 أكتوبر نزلت في الجزيرة فرقة من الجبهة القومية للتحرير، وانتهت بذلك سلطنة المهرة في قشن وسقطرى، وأصبحت سقطرى جزء من جمهورية اليمن الديمقراطية الشعبية تابعة لـ محافظة حضرموت.
كانت سقطرى في العهد السوفياتي قاعدة بحرية عسكرية سوفياتية متقدمة، للبوارج والأساطيل، ظلت تعمل حتى قيام الوحدة اليمنية عام 1990م.

#### الجمهورية اليمنية
في 29 يناير 2018، أعلنت القيادة المحلية للمجلس الانتقالي الجنوبي في الأرخبيل دعمهم للمجلس أثناء الاقتتال الداخلي في عدن.

### سيطرة الإمارات على الجزيرة
بعد أن نشرت الإمارات العربية المتحدة قواتها في الجزيرة كجزء من التدخل العسكري في اليمن، اتهمتها بعض الفصائل السياسية اليمنية بالقيام بأعمال سلب ونهب، مدعية أن القوات الإماراتية قد دمرت الحياة النباتية في الجزيرة.
في 3 مايو 2018، نشرت الإمارات أكثر من 100 جندي في الجزيرة، واستولت على منشآت رئيسية مثل مطار سقطرى وطردت الجنود اليمنيين، ورفعت تلك القوات علم دولة الإمارات وصور ولي عهدها محمد بن زايد آل نهيان في المباني الرسمية والشوارع الرئيسية. على خلفية هذا الأمر صرَّح مسؤولون يمنيون: «قامت طائرات شحن إماراتية بنشر الدبابات ووسائل النقل المدرعة والمعدات الثقيلة في سقطرى.» جدير بالذكر أن الجزيرة تقع بالقرب من طرق الشحن الرئيسية التي تهتم دولة الإمارات العربية المتحدة بالسيطرة عليها وحمايتها باعتبارها العمود الفقري لاقتصادها. كما يوجد في سقطرى مطار به مهبط طائرات طوله 3 كيلومترات يسمح بهبوط الطائرات العسكرية الثقيلة.
في 5 مايو نشرت وكالة الأنباء اليمنية سبأ بياناً لمجلس الوزراء اليمني، وصف الإجراء العسكري الذي قامت به القوات الإماراتية مؤخرا في جزيرة سقطرى أمرٌ غير مبرر. واتهمت الحكومة اليمنية الإمارات بالاستيلاء على ميناء ومطار سقطرى. وقال مصدر في الحكومة لرويترز: «إن التحرك الإماراتي استعراض قوة من أجل "مصالح تجارية وأمنية"» واتهم الإمارات بمحاولة استعمار اليمن. ولكن دولة الإمارات نفت تلك الإتهامات في بيان لوزارة الخارجية الإماراتية وأكدت أنه ليس لديها مطامع في اليمن أو أي جزء منه وقالت «إنها تقوم بدور متواز في جزيرة سقطرى للحفاظ على الأمن والاستقرار ودعم المشاريع التنموية» واتهمت الإخوان المسلمون بشن حملات تستهدف الإمارات التي تعتبر ركنا من أركان جهود التحالف العربي الرامية إلى استتباب الأمن والاستقرار وعودة الشرعية. في العاشر من مايو 2018 تقدمت الحكومة اليمنية بشكوى إلى مجلس الأمن الدولي عبر بعثتها إلى الأمم المتحدة بشأن التواجد العسكري الإماراتي بالجزيرة. بعد أسبوعين وبالتحديد في 14 أيار/مايو، تم نشر جنود تابعين للقوات البرية السعودية في الأرخبيل وذلك من أجل عقد صفقة توسطت فيها بين الإمارات العربية المتحدة واليمن؛ كما حاولت الفرقة السعودية القيام بتدريبات عسكرية مشتركة وإعادة الرقابة الإدارية للمباني الحكومية للقوات اليمنية صاحبة الشرعية ومالكة المنطقة.

## جغرافيا

### الموقع

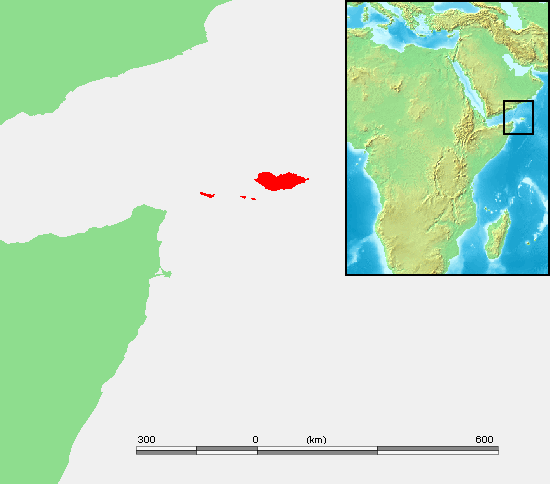
موقع أرخبيل سقطرى.

يقع أرخبيل سقطرى في الساحل الجنوبي للجزيرة العربية أمام مدينة المكلا شرق خليج عدن حيث نقطة التقاء المحيط الهندي ببحر العرب، وكذلك إلى الشرق من القرن الإفريقي، وتبعد حوالي 300 كيلومتر عن أقرب نقطة في الساحل اليمني عن رأس فرتك في محافظة المهرة، و 900 كيلومتر عن مدينة عدن.
الموقع الفلكي
تقع جزيرة سقطرى بالقرب من خط الأستواء، بين خطي طول 53.19 و 54.33 شرق خط غرينتش الدولي وبين دوائر العرض 12.8 و 12.42 شمال خط الاستواء، وذلك الموقع جعل مناخها يتسم بالمدارية عموماً. وقد أتاح هذا الموقع خصوصية السمات المناخية للجزيرة مما جعلها تتمتع بتنوع في الغطاء النباتي.
الموقع الاستراتيجي
تقع سقطرى في الممر الدولي البحري الذي يربط بين دول المحيط الهندي بالعالم.
المساحة
تبلغ مساحة جزيرة سقطرى حوالي 3,650 كيلومتر مربع، من «رأس مومي» وهو أقصى الشرق إلى «رأس شوعب» أقصى الغرب 135 كيلومتر بينما أقصى امتداد بين الشمال والجنوب يصل إلى 42 كيلومتر.

### التضاريس

تضاريس سقطرى

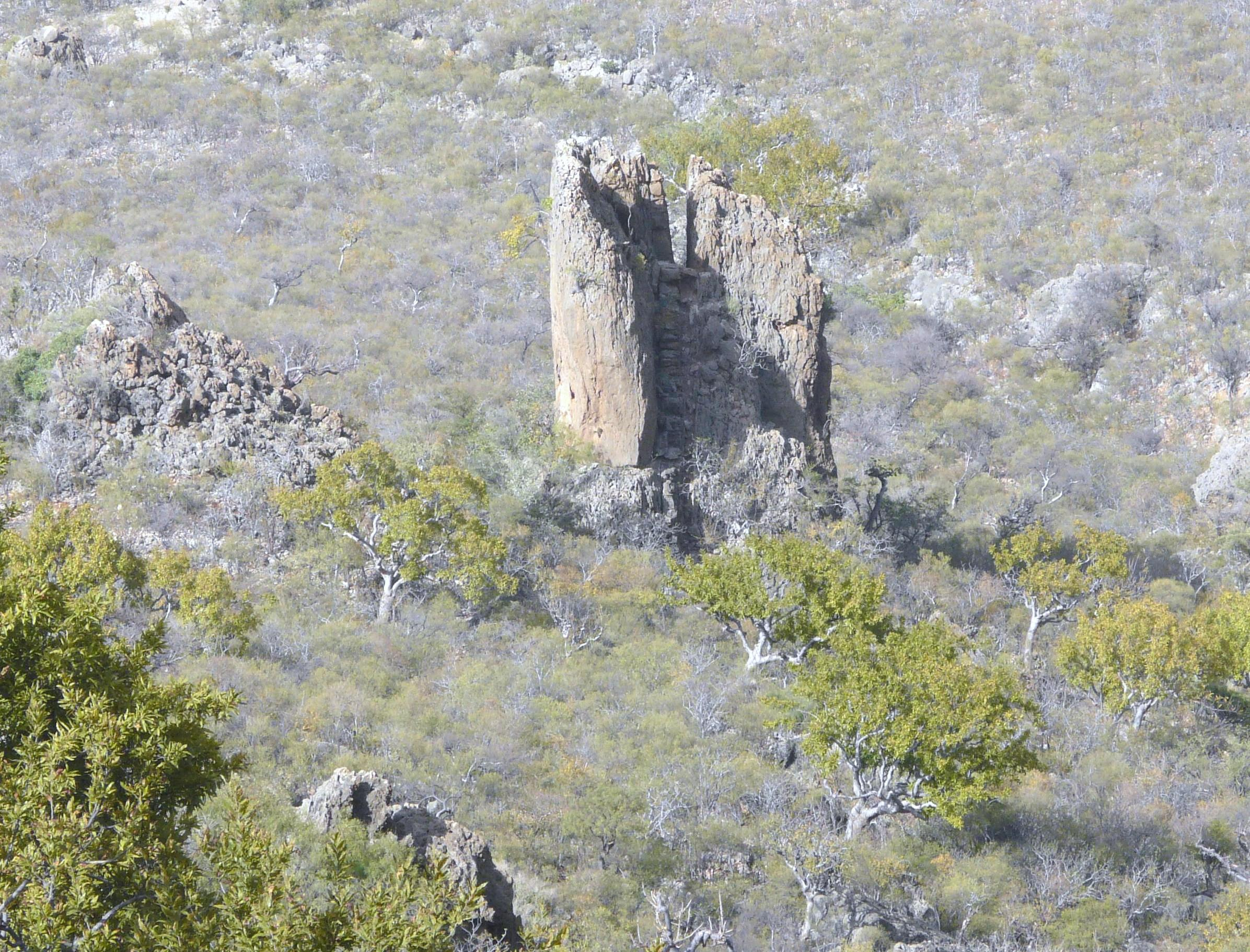
صخرة بشكل جذع شجرة بفعل عوامل التعرية تم التقاطها في أحد جبال حديبو العاصمة.

تتمتع الجزيرة بتضاريس مختلفة، حيث توجد السهول والهضاب والمناطق الجبلية والمناطق الساحلية، ففي الوسط هضبة شديدة التضرس مكونة من الصخور الجيرية ويحيط بها سلاسل جبلية مكونة من الجرانيت ومخروطية الشكل شديدة الارتفاع والانحدار، وتعد «جبال حجيرة» من أكثر السلاسل أرتفاعاً وامتداداً في الجزيرة، فيما نجد الشمال والجنوب عبارة عن سهول ساحلية تقطعها الحصى والأحجار الرملية مع وجود مناطق متفرقة للكثبان الرملية المنتمية للنوع الهلالي، ويتركز سكان الجزيرة على السواحل ويندر وجودهم في المناطق الجبلية.
تتوزع تضاريس الجزيرة بين جبال وسهول وهضاب وأودية وخلجان وذلك كما يلي:

#### الهضبة الوسطى
تشغل هذه الهضبة معظم مساحة الجزيرة وتطل على السهول الساحلية بشكل متدرج في الانخفاض ويقسمها وادي «دي عزرو» إلى قسمين رئيسين هما: الهضبة الشرقية والهضبة الغربية.
- السهول الساحلية الشمالية: (سهل حديبو) وتتوزع في مناطق متفرقة مثل:- 
سهول رأس مذهن – وسهول وادي درباعه ووادي طوعن. - سهول حديبو.
- السهول الساحلية الجنوبية : (سهل نوجد) وتتوزع إلى الآتي: 
سهول وادي ديفعرهو - سهل وادي ديعزرهو.

#### الجبال
| الجبل       | أعلى قمة |
| ----------- | -------- |
| جبال حجهر   | 1505     |
| جبال فالج   | 640      |
| جبال قولهل  | 978      |
| جبال كدح    | 699      |
| جبال قطرية  | 560      |
| جبل طيد بعة | 550      |
| جبل خيرها   | 1394     |
| جبل قاطن    | 800      |
| جبل فادهن   | 778      |
| جبل قيرخ    | 660      |

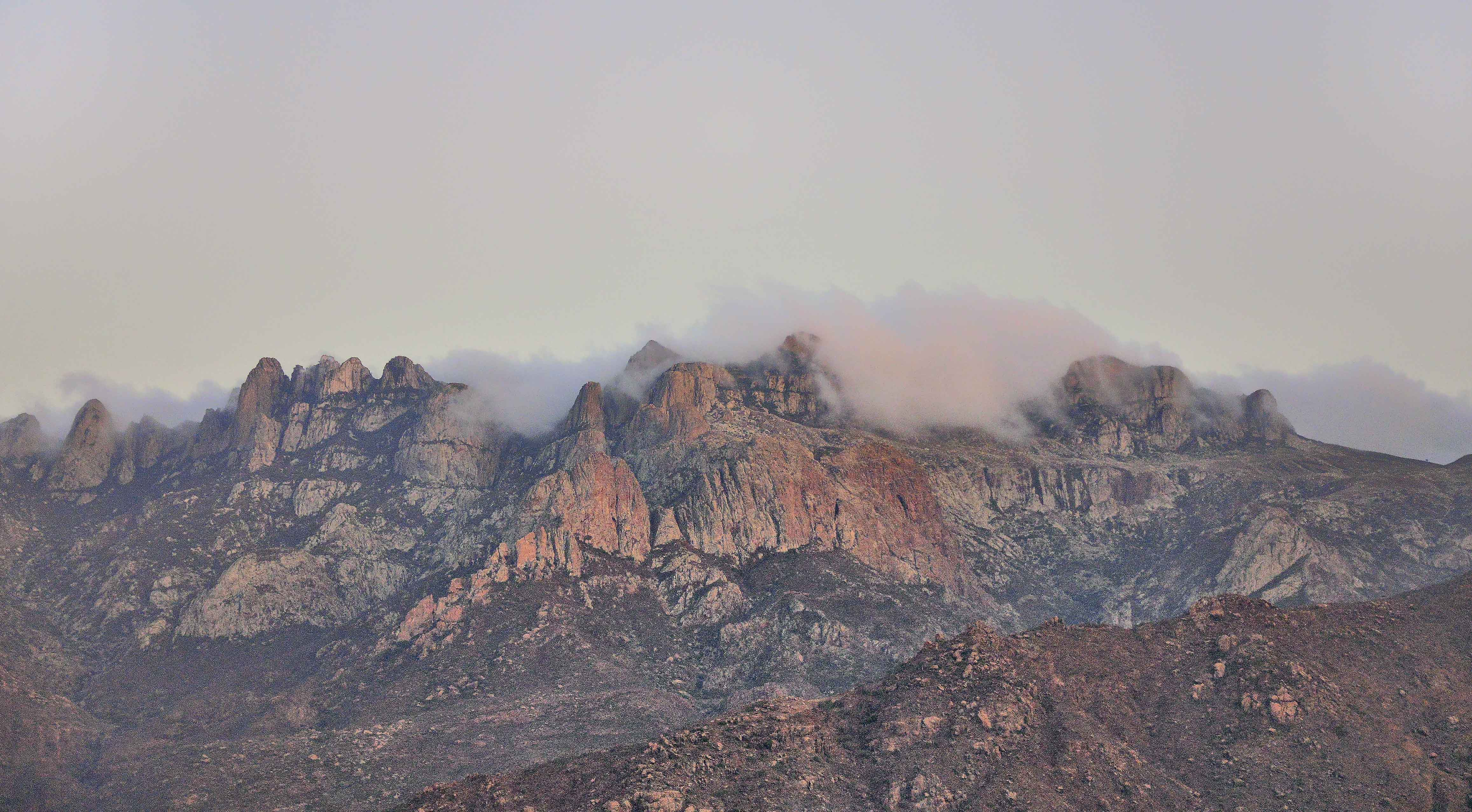
من جبال الجزيرة.

تتوزع الجبال في جهات متفرقة من سطح الهضبة الوسطى، وأهمها سلسلة «جبال حجهر»، وأعلى قمة فيها يبلغ ارتفاعها 1505 متر، وتمتد هذه السلسلة من الجبال من الشمال الشرقي إلى الجنوب الغربي لمسافة 24 كم تقريباً، ويزداد ارتفاعها في الوسط والشرق وتضيق وتنخفض في الغرب، كما توجد عدد من الجبال الأخرى أهمها «جبال فالج» إلى الشرق، أعلى قمة فيها 640 متراً، وجبال قولهل إلى الجنوب الغربي أعلى قمة فيها (978 متراً).

#### الوديان

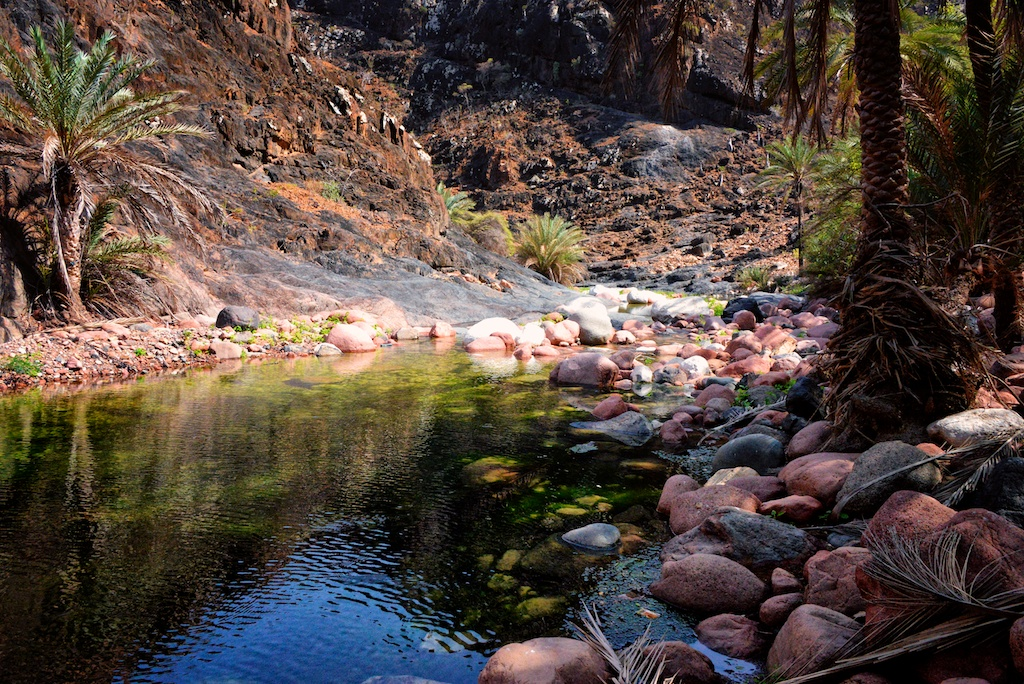
وديان سقطرى

يوجد في جزيرة سقطرى عدد كبير من الأودية، وتتخذ مسارات واتجاهات عدة بحسب تأثيرات السطح وهي كما يلي:
- وديان الشمال: تصب شمال الجزيرة في بحر العرب الواقعة إلى الشرق من مدينة حديبو، وتتميز بأحواضها الصغيرة وقصر مجاريها حيث لا تتعدى مسافة 7 كم تقريباً، وهي ذات تصريف كبير نظراً لاستمرار جريان المياه فيها على مدار العام مثل: وادي دانجهن، وادي حشرة، وادي دنية، وادي درابعة، وادي طوعق.
- وديان الشمال الغربي: تصب في الشمال الغربي، وتقع إلى الشمال من جبل فادهن مطلو مثل: وادي دوعهر، وادي عامدهن، وادي جعلعل، وادي ديمجت وادي فرحة.
- وديان الجنوب : التي تصب جنوب الجزيرة والواقعة إلى الشرق من جبل قرية وهي وديان ذات مجاري طويلة وأحواض متسعة وذات تصريف أكبر من الأودية الشمالية، نظراً لغزارة الأمطار الصيفية التي تسقط على السفوح الجنوبية وخاصة في «سهل نوجد» مما يؤدي إلى توفر المياه فيها بالإضافة إلى عدم تعرض هذا السهل للرياح الشديدة مما خلق ظروفاً مواتية لظهور نشاط زراعي محدود، مثل: وادي ستريو، وادي تريفرز، وادي ريشي، وادي عسرة، شبهون، وادي فاقه. وتنتهي هذه الوديان عند حافة الهضبة، وتصب في السهل الساحلي الجنوبي، أما الوديان التي تصل مصباتها إلى البحر فهي وادي سهوب ووادي عسهم، هذا بالإضافة إلى الأودية الفرعية الواقعة بين مجموعة الجبال وتصب وسط الجزيرة.

#### الرؤوس والخلجان
- يوجد في الجزيرة عدد من الروؤس الصخرية حيث يمتد بعضها إلى مياه البحر:
  - روؤس الشمال والشرق: رأس مومي - رأس ديدم - رأس مذهن - رأس بوركاتن - رأس عدهو - رأس دي حمري - رأس حولاف - رأس قرقمة - رأس عند - رأس بشارة - رأس سماري - رأس حموهر.
  - روؤس الغرب: رأس بادوهن رأس حمرهو، رأس شوعب.
  - روؤس الجنوب: رأس شحن، رأس مطيف، رأس زاحق، رأس قاش، رأس ينن.
- الخلجان:
  - توجد مجموعة قليلة من الخلجان في الجزيرة وأهميتها تكمن باستغلالها كموانئ طبيعية وهي: خليج بتدرفقه في الشرق، وخليج عنبه تماريدا في الشمال، وخليج بندر قلنسيه في الغرب، وخليج شربرب في الغرب، وخليج أرسل في الجنوب.

### المناخ

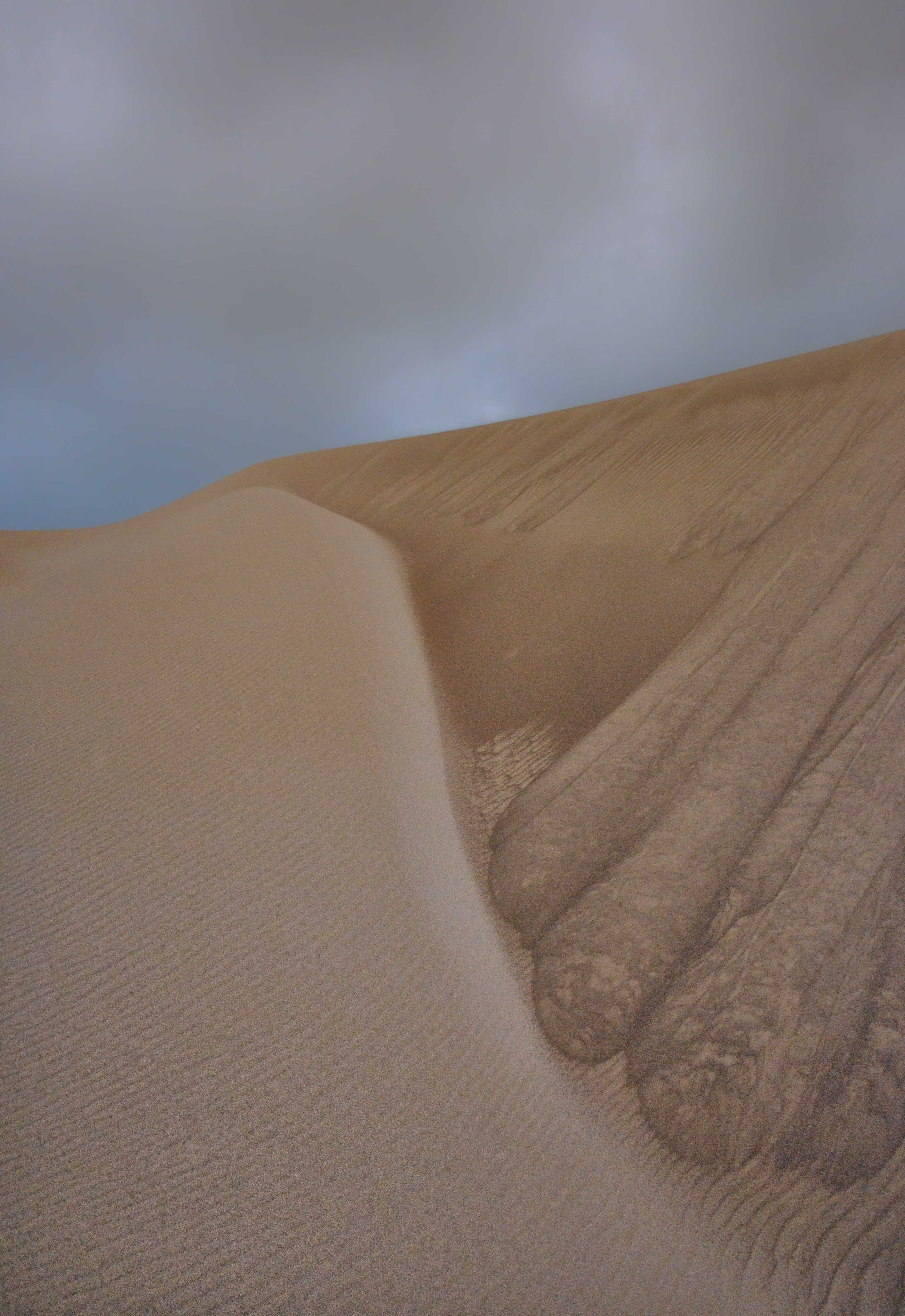
الكثبان الرملية في جزيرة سقطرى.

تتميز الجزيرة بثلاثة مناخات وهي كالتالي:
- يسود الجزيرة مناخ بحري حار حيث درجة الحرارة العظمى تتراوح بين (26ْ-28ْ) مئوية ودرجات الحرارة الصغرى بين (19ْ - 23ْ) مئوية والمتوسط الحراري السنوي ما بين (29ْ – 27ْ) مئوية حيث يكون معدل درجات الحرارة لشهر يناير (24ْم) ولشهر يوليو (30مْ) ويعتبر شهرا يونيو ويوليو أكثر ارتفاعاً لدرجة الحرارة وأقل الشهور حرارة هما شهري ديسمبر ، يناير، كما تقل معدلات درجة الحرارة كثيراُ في المناطق الجبلية.[27][28]
- المناطق الشرقية تتميز بالجو المعتدل البرودة في بعض الأشهر وفي أخرى تكون باردة.
- المناطق الغربية أيضاً تتميز بالبرودة ومنها «منطقة دكسم» المرتفعة حيث تكون هذه المنطقة في الخريف باردة ويتكون فيها الضباب الكثيف. يتراوح معدل الرطوبة النسبية بين 55% في شهر أغسطس و 70% في شهر يناير.[29]
- تتعرض الجزيرة لرياح شديدة جنوبية غربية تصل ذروتها في مطلع شهر يونيو حتى أواخر شهر أغسطس ثم تبدأ بالانخفاض التدريجي لتصل في بداية أكتوبر إلى سرعة عادية، وذلك عندما تتحول إلى رياح شمالية شرقية وتقل سرعتها إلى (10 عقد، أمَّا الرياح الجنوبية الغربية في شهور يونيو ويوليو وأغسطس، فتكون سرعتها قوية تصل إلى (40 – 50 عقدة)، وقد تصل في بعض الأجزاء من الجزيرة إلى أكثر من (55 عقدة)، ويرافقها حالة اضطراب شديد للبحر.

| البيانات المناخية لـسقطرى                                 | البيانات المناخية لـسقطرى | البيانات المناخية لـسقطرى | البيانات المناخية لـسقطرى | البيانات المناخية لـسقطرى | البيانات المناخية لـسقطرى | البيانات المناخية لـسقطرى | البيانات المناخية لـسقطرى | البيانات المناخية لـسقطرى | البيانات المناخية لـسقطرى | البيانات المناخية لـسقطرى | البيانات المناخية لـسقطرى | البيانات المناخية لـسقطرى | البيانات المناخية لـسقطرى |
| الشهر                                                     | يناير                     | فبراير                    | مارس                      | أبريل                     | مايو                      | يونيو                     | يوليو                     | أغسطس                     | سبتمبر                    | أكتوبر                    | نوفمبر                    | ديسمبر                    | المعدل السنوي             |
| --------------------------------------------------------- | ------------------------- | ------------------------- | ------------------------- | ------------------------- | ------------------------- | ------------------------- | ------------------------- | ------------------------- | ------------------------- | ------------------------- | ------------------------- | ------------------------- | ------------------------- |
| متوسط درجة الحرارة الكبرى °م (°ف)                         | 27.2 (81.0)               | 28.5 (83.3)               | 30.5 (86.9)               | 32.7 (90.9)               | 34.2 (93.6)               | 33.9 (93.0)               | 32.0 (89.6)               | 32.3 (90.1)               | 32.7 (90.9)               | 31.4 (88.5)               | 29.8 (85.6)               | 28.0 (82.4)               | 31.1 (88.0)               |
| المتوسط اليومي °م (°ف)                                    | 22.0 (71.6)               | 23.4 (74.1)               | 25.1 (77.2)               | 27.5 (81.5)               | 28.9 (84.0)               | 29.0 (84.2)               | 27.6 (81.7)               | 27.5 (81.5)               | 27.6 (81.7)               | 26.0 (78.8)               | 24.2 (75.6)               | 22.7 (72.9)               | 26.0 (78.7)               |
| متوسط درجة الحرارة الصغرى °م (°ف)                         | 16.8 (62.2)               | 18.3 (64.9)               | 19.8 (67.6)               | 22.2 (72.0)               | 23.7 (74.7)               | 24.1 (75.4)               | 23.2 (73.8)               | 22.8 (73.0)               | 22.6 (72.7)               | 20.6 (69.1)               | 18.7 (65.7)               | 17.5 (63.5)               | 20.9 (69.6)               |
| الهطول مم (إنش)                                           | 23 (0.9)                  | 18 (0.7)                  | 14 (0.6)                  | 22 (0.9)                  | 37 (1.5)                  | 18 (0.7)                  | 12 (0.5)                  | 15 (0.6)                  | 27 (1.1)                  | 38 (1.5)                  | 18 (0.7)                  | 16 (0.6)                  | 258 (10.2)                |
| متوسط أيام هطول الأمطار (≥ 0.0 mm)                        | 2.0                       | 2.0                       | 2.1                       | 3.4                       | 4.1                       | 6.0                       | 9.7                       | 9.3                       | 4.9                       | 3.2                       | 3.0                       | 3.0                       | 52.7                      |
| متوسط الرطوبة النسبية (%)                                 | 20                        | 21                        | 24                        | 27                        | 29                        | 29                        | 28                        | 27                        | 27                        | 25                        | 22                        | 21                        | 25.2                      |
| المصدر: Climatic Research Unit, University of East Anglia |                           |                           |                           |                           |                           |                           |                           |                           |                           |                           |                           |                           |                           |

#### الأمطار

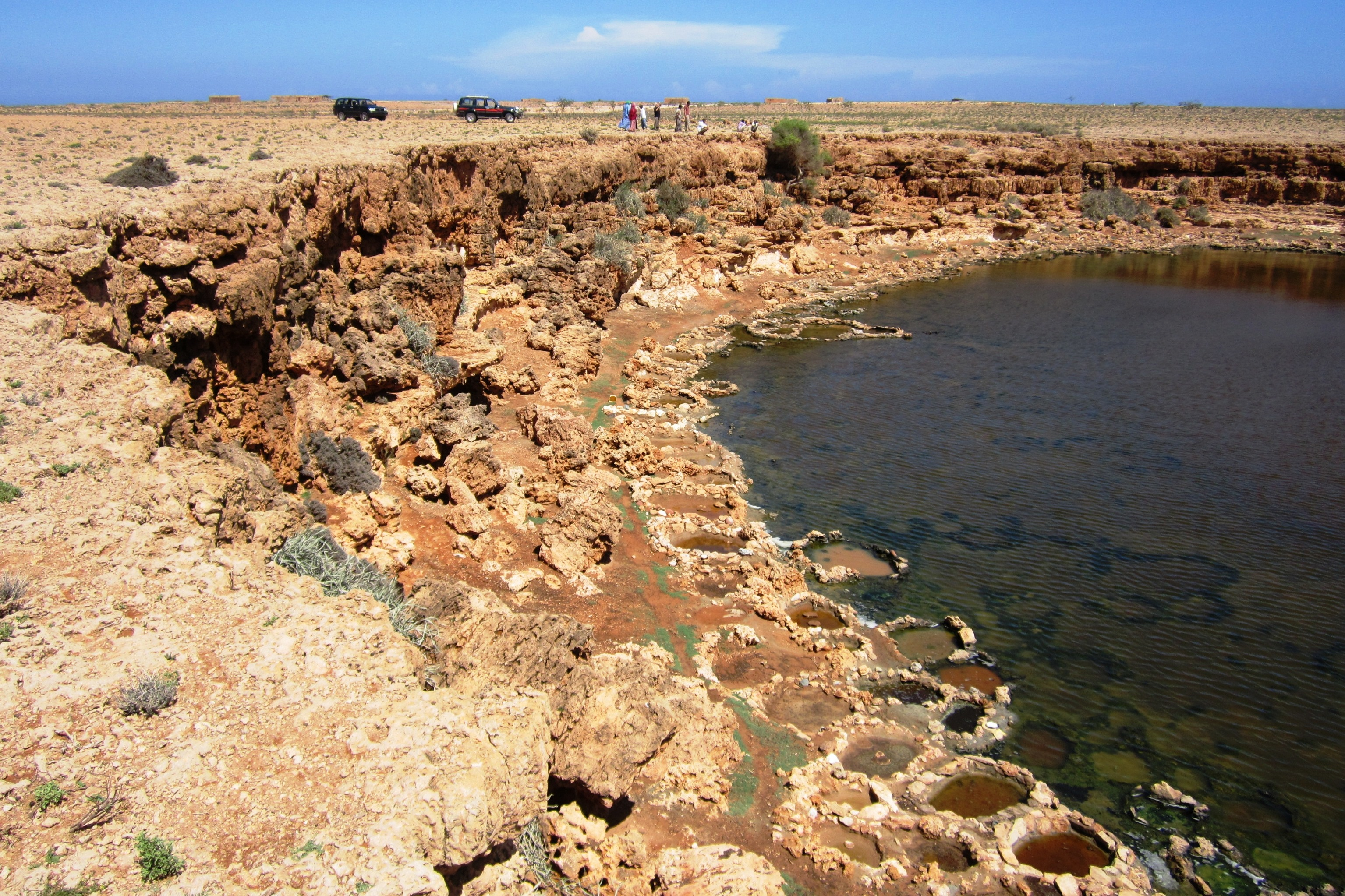
أماكن انتاج الملح.

تترواح كمية تساقط الأمطار من 33 إلى 290 مل خلال العام.

#### الرياح
تتعرض الجزيرة لرياح شديدة جنوبية غربية تصل ذروتها في مطلع شهر يونيو حتى أواخر شهر أغسطس ثم تبدأ بالانخفاض التدريجي لتصل في بداية أكتوبر إلى سرعة عادية عندما تتحول إلى رياح شمالية شرقية، وتقل سرعتها إلى 10 عقد، أمَّاالرياح الجنوبية الغربية في شهري يونيو ويوليو وأغسطس فتصل سرعتها إلى 40-50 عقدة، وقد تصل في بعض الأجزاء من الجزيرة إلى أكثر من 55 عقدة، ويرافقها حالة اضطراب شديد للبحر.

## السكان

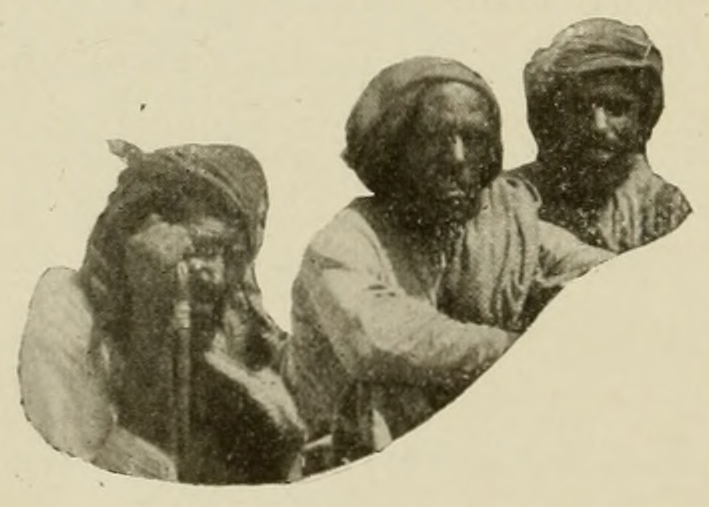
سكان جزيرة عبد الكوري في عام 1898.

قدر عدد سكان الجزيرة عام 1966 حوالي 16,000 نسمه بينما وصل عام 1973م 30,000 نسمة، وذكرت نتائج التعداد العام للمساكن والسكان الذي نفذته الجمهورية اليمنية عام 1994م أن عددهم وصل إلى 44,880 نسمة، وبحسب تعداد اليمن 2004 بلغ عدد السكان 65514 نسمة.
وسكان سقطرة يتميزون في عمومهم بعدم التنافر العرقي إذ تشير الدراسات إلى أنهم ينحدرون من سكان الحميريين واليمنيين النازحين من المهرة وأفريقيا وبالرغم أنه تعاقبت على هذه الجزيرة موجات من البرتغاليين والرومان من قبلهم بهدف احتلالها فضلاً عن الإنجليز الذين جاءوا مؤخراً في عام 1954م، إلا أن ذلك لم يشكل في حد ذاته تبلور مجموعات سكانية مميزة ولها طابعها الخاص بها. وهذا يشير إشارة واضحة إلى أن جزيرة سقطرة تشكل عموم سكانها أصول يمنية خالصة الأمر الذي يمنح هذا الإقليم عنصر قوة جيويولجكية يضاف لبقية العناصر السالفة الذكر.
تعود أصول سكان جزيرة سقطرى إلى مهرة بن حيدان كما جاء في كتاب لسان العرب للهمداني، وقبائل حِمْيَريَّة وهناك بعض العشائر يعود أصلها إلى حضرموت وسلطنة عمان. وكانت جزيرة سقطرى عاصمة للسلطنة المهرية إلى عام 1967 حيث سقطت بيد أفراد من الجبهة القومية للتحرير القادمة من اليمن، وضمت إلى اليمن الجنوبي ثم إلى الجمهورية اليمنية.

## البيئة
يشكل أرخبيل سقطرى نظاماُ أيكولوجياً بحرياً مستقلاً، حيث أن الجزيرة من أهم أربع جزر في العالم من ناحية التنوع الحيوي النباتي وتعتبر موطناً لآلاف النباتات والحيوانات والطيور المستوطنة، وأهم موطن لأشجار اللبان المشهورة في العصور القديمة، حيث يوجد في الجزيرة تسعة أنواع من أشجار اللبان من أصل 25 نوع في العالم.
سُجل في الجزيرة حوالي (850) نوعاً من النباتات منها حوالي 270 نوعاً مستوطنة في الجزيرة، ولا توجد  في أي مكان آخر من العالم. من بين الأنواع الهامة والقيمة شجرة دم الأخوين وفي الجزيرة عشرة أنواع من النباتات النادرة والمهددة من أصل 18 نوع في العالم.
يعتبر الجزء الشمالي الغربي من خليج عدن والمنطقة المحيطة بأرخبيل سقطرى من بين أكثر المناطق البحرية إنتاجية في العالم وتقارن في إنتاجيتها سواحل البيرو وغرب أفريقيا.
تؤوي الجزيرة أنواعاً هامة من العصافير على المستوى العالمي (291 نوعاً، يتوالد 44 منها في الجزر، فيما يهاجر 58 منها بانتظام)، ومن بينها بعض الأنواع المهددة بالانقراض. وتتميز الحياة البحرية في سقطرى بتنوع كبير، مع تواجد 352 نوعاً من المرجان الباني للشعب، و730 نوعاً من الأسماك الساحلية، و300 نوع من السراطين والكركند والإربيان.

### الغطاء النباتي

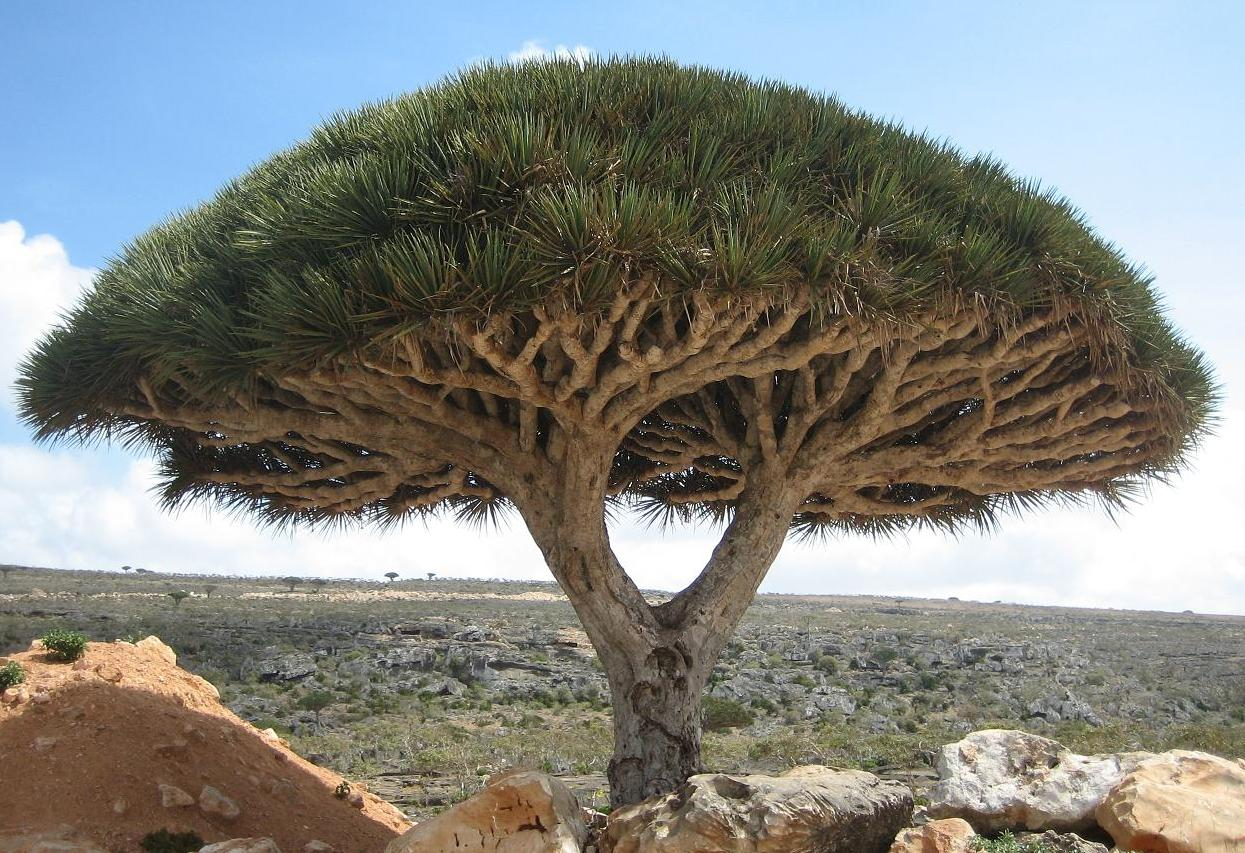
شجرة دم الأخوين، أحد الأشجار النادرة التي توجد في جزيرة سقطرى.

سُجِّلَ في جزيرة سقطرى 850 نوع من أنواع النباتات، 270 نوع منها مستوطن أي أنه يوجد في الجزيرة ولا يوجد في أي مكان آخر في العالم، كما أنه يوجد في الجزيرة 10 أنواع من النباتات النادرة جداً والمهددة، والتي أُدْرِجَ 7 أنواع منها في الكتاب الأحمر للاتحاد الدولي لحفظ الطبيعة على أنها نباتات نادرة جداً ومهددة.
تتميز جزيرة سقطرى بغطاءٍ نباتي وفير حيث تصل الأنواع النباتية فيها إلى حوالي (750 نوعاً) نباتياً بينها مجموعة من النباتات يستفاد منها في الطب الشعبي وعلاج الكثير من الأمراض، ومن هذه النباتات أشجار الصبر السقطري وأشجار اللبان والمر ودم الأخوين بالإضافة إلى نباتات طبية أخرى شائعة الاستعمال في الجزيرة مثل الجراز والأيفوربيا وغيرها، كما يوجد في الجزيرة نباتات نادرة أخرى ومما يلفت نظر الزائر انتشار شجرة «الأمتة» بالإضافة إلى غابات أشجار النخيل الكثيفة المنتشرة في أماكن كثيرة أهمها ضفاف الوديان الجارية فيها المياه على مدار العام حيث تشكل بساطاً سندسياً أخضر مع زرقة البحر المحيط بالجزيرة لوحة فنية رائعة.
من أهم الأشجار والنباتات النادرة في سقطرى: شجرة دم الأخوين، ونبات فرحل، ونبات الأمتة أو الأمتا، ونبات كرتب، وشجرة «إكشا»، ونبات الصبر السقطري: طيف، ونبات قمحم، وشجرة الرمان البري (رهيني - صبر يهر)، نبات إشهب.

### الطيور

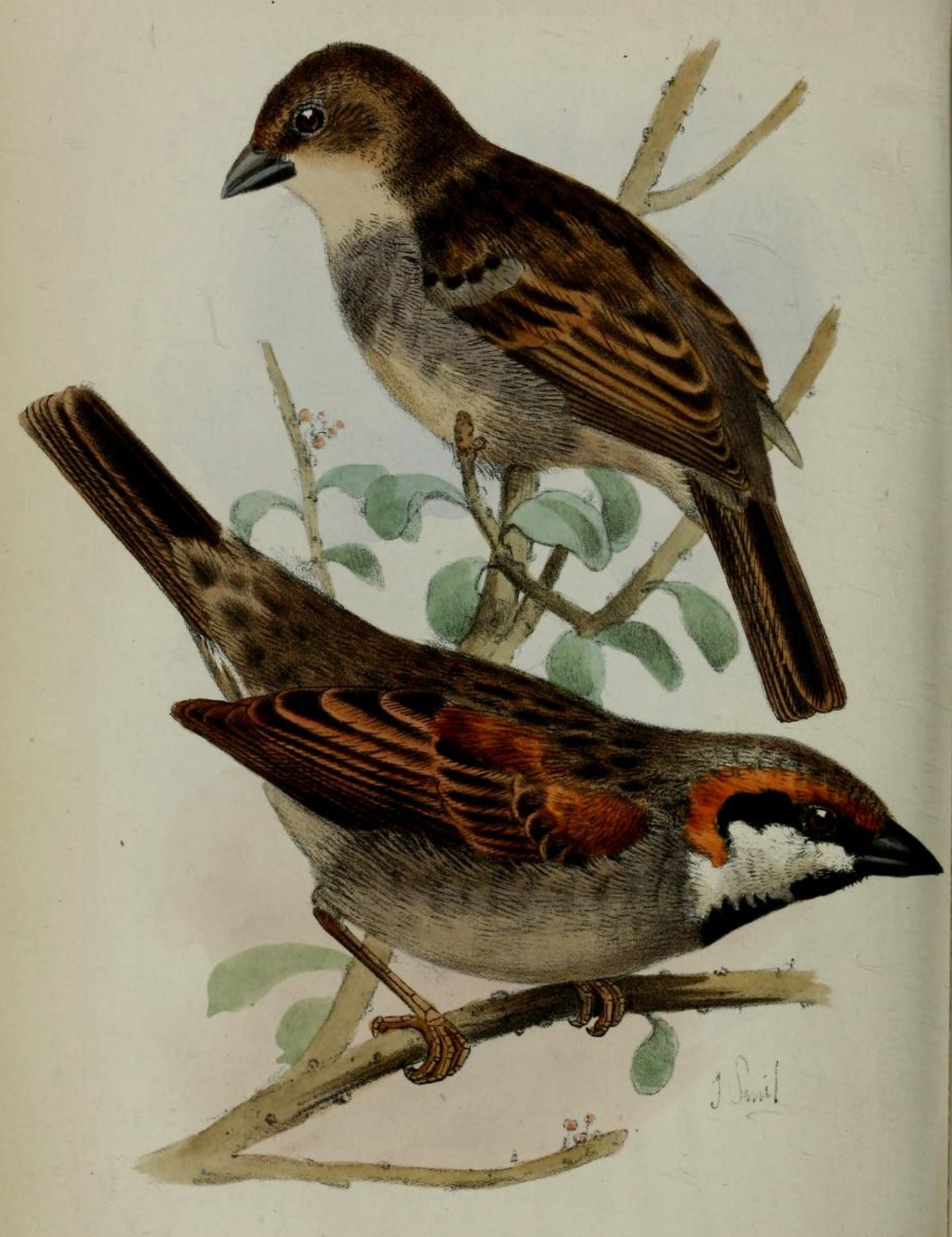
دوري سقطري.

تعتبر سقطرى موئلاً طبيعياً للكثير من الطيور تقدر بحوالي 179 والتي تعيش في 32 موقعاً على الجزيرة منها 41 نوعاً تقيم وتتكاثر وستة أنواع من الطيور المستوطنة التي لا وجود لها في مكان آخر من العالم، ومن أشهر الطيور الموجودة بالجزيرة: الصقر الحوام السقطري، وطائر السوادية الأفريقية: وتدعى في سقطرى «ضفحن»، وطائر الجشنة ويطلق عليه اسم «قسقس». وطائر «الهازجة» وهو طائر مهدد بالانقراض، له صوت جميل ومميز ويتواجد على الكثبان الرملية ذات الغطاء النباتي القليل. وطائر المغرد السقطري: شديد الخوف والخجل.

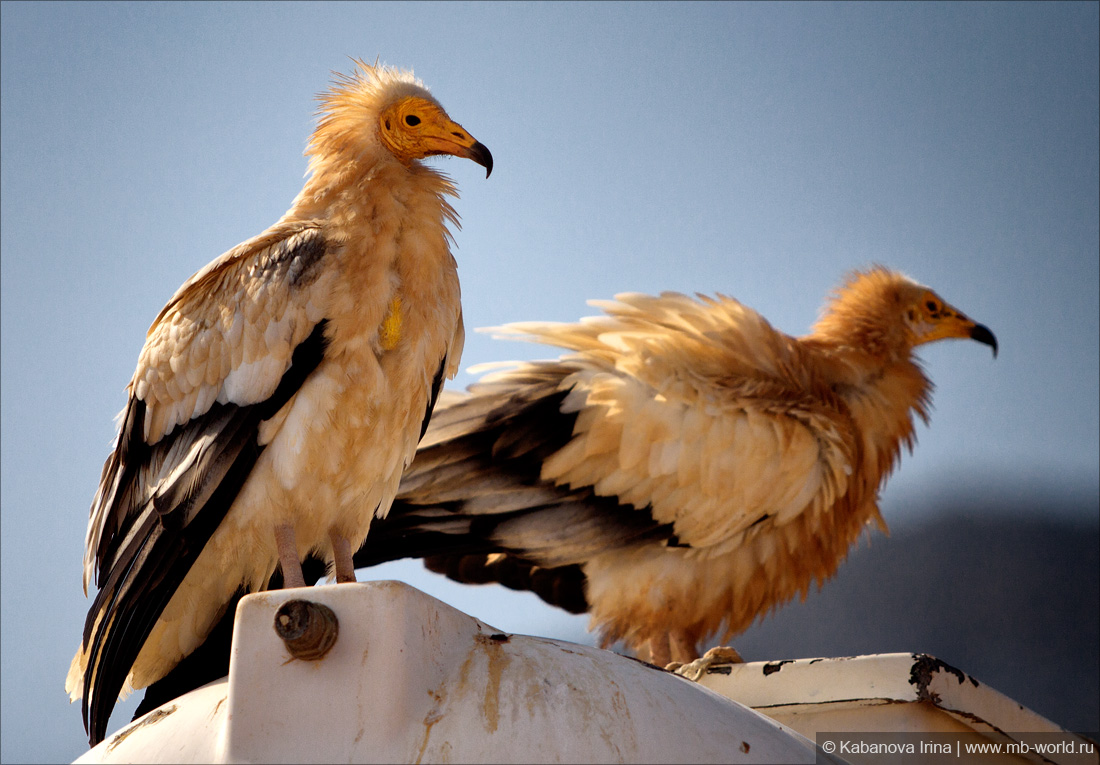
من نسور جزيرة سقطرى.

- دوري سقطري.
- درسة سقطرى.
- تمير سقطري.
- غراب البحر السقطري.
- زرزور سقطرى.
- عصفور الشوك العربي.

### الكهوف

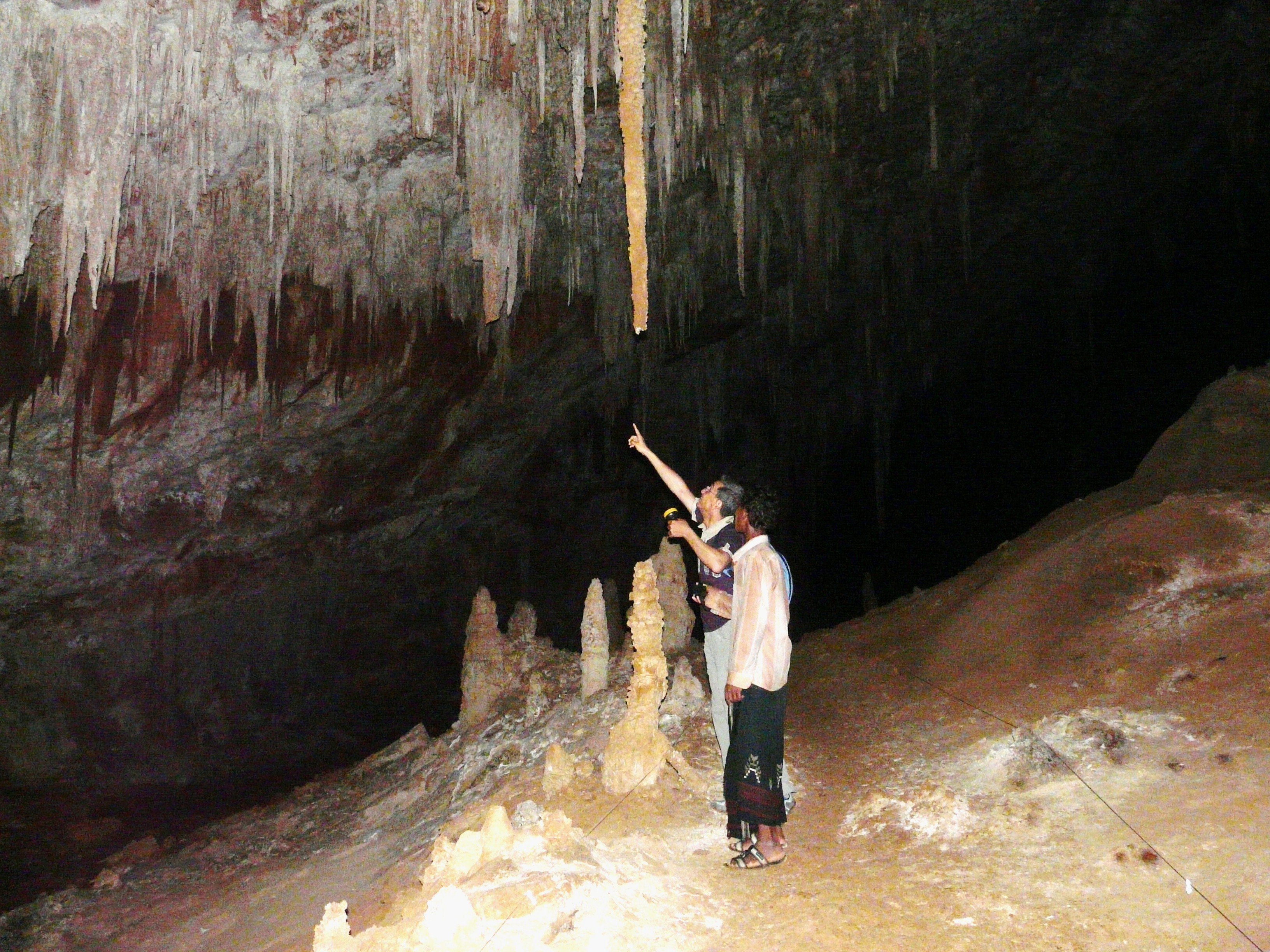
كهف حوق في منطقة حالة شرق جزيرة سقطرى. يبلغ طوله 3 كيلو متر، وأرتفاعه 8 أمتار بينما يقدر عرضه بحوالى 500 إلى 1000 متر.

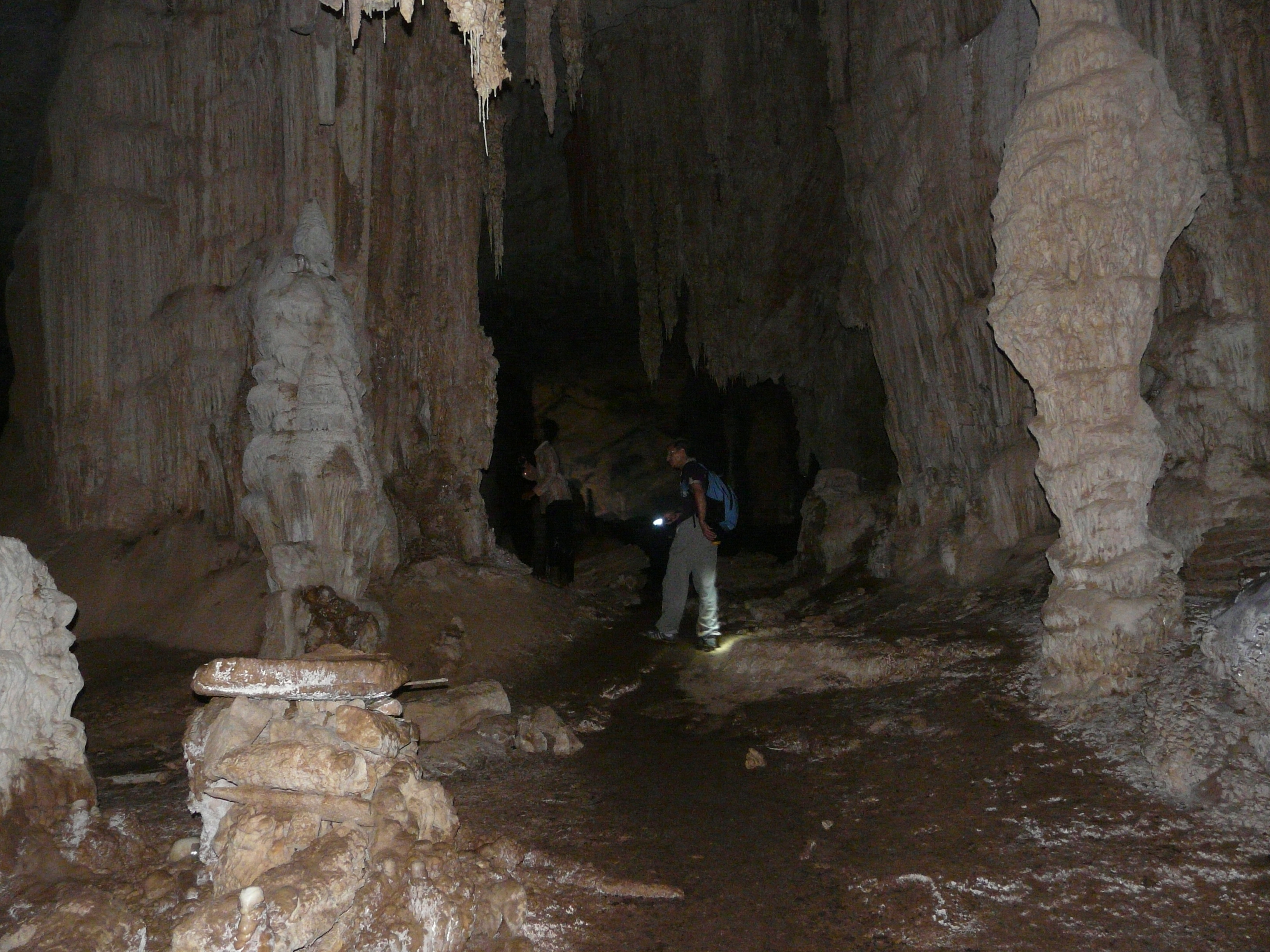
كهف حوق

يوجد في جزيرة سقطرى 52 كهفاً ومغارة منتشرة على امتداد الجبال الموجودة في الجزيرة، أكبرها مغارة «جنيبة شبهن» بمنطقة دكسم السياحية، التي أكتشفت في مايو 2005، حيث يتجمع فيها عدد كبير من أشجار شجرة دم الأخوين الشهيرة وغير الموجودة في سواها، ويبلغ طول كهف «جنيبة» حوالي 7.5 كيلو مترات، ويعتبر الأكثر إبهاراً من حيث التكوينات الكلسية والشكل الجمالي للإبداع الرباني ووفرة المياه فيه، ويعد جنيبة ثاني الكهوف المكتشفة بعد الكشف عن كهف حوق أو «هوك» بمنطقة حالة الذي يبلغ طولة 3 كيلو متر.
تعتبر مغارة «دي جب» في «سهل نوجد» من المغارات الأكبر حجماً في الجزيرة، حيث تتسع لعدد من الأسر، كما يمكن للسيارة التي تقل الزوار الوصول إلى جوف المغارة والتحرك بداخله دخولاً وخروجاً دون عناء، وتبعد مغارة دي جب عن مركز حديبو بمسافة (75 كيلو متر).
وتستخدم الكهوف في أوقات الأعاصير الموسمية، حيث ينزح إليها سكان الجزيرة مع مواشيهم من بقر وغنم في فترات سقوط الأمطار الغزيرة والفيضانات والأعاصير.

#### كهف حوق
كهف حوق هو من أجمل كهوف الجزيرة، يقع في نهاية جبل حالة بمنطقة حالة، على بعد 50 كيلو متر من حديبو، ولم تعرف مساحته الإجمالية بشكل دقيق، لكن بعثة بلجيكية تعمقت فيه لحدود ثلاثة كيلو متر، اعتبرت البعثة الكهف واحداً من غرائب الطبيعة في العالم، ويعد من أهم المزارات السياحية في سقطرى نظراً للنقوش التاريخية والرسومات الفنية والقطع الأثرية المنتشرة فيه.
تقول بعض الروايات أن الكهف استخدم في السابق كمعبد ديني يأوي إليه المسافرون والبحارة من أرجاء العالم في طريقهم إلى آسيا وأفريقيا عبر سقطرى، وكانوا يمارسون فيه طقوسهم الدينية وقد عثر في الكهف على نصوص ولوحات مكتوبة بالخط المسند،  ومنها لوحة تقول: «أنا عبقر السومري أرجو ممن وجد هذه اللوحة أن يقرأها ويحفظها في مكانها في الكهف»، وهذه اللوحة تعود إلى 500 سنة قبل الميلاد وكتبها الرجل من دون أن يغير شيئاً في الكهف وكأن لديه وعياً بالمحافظة على مقتنيات الكهف قبل آلاف السنين.

### الشواطئ

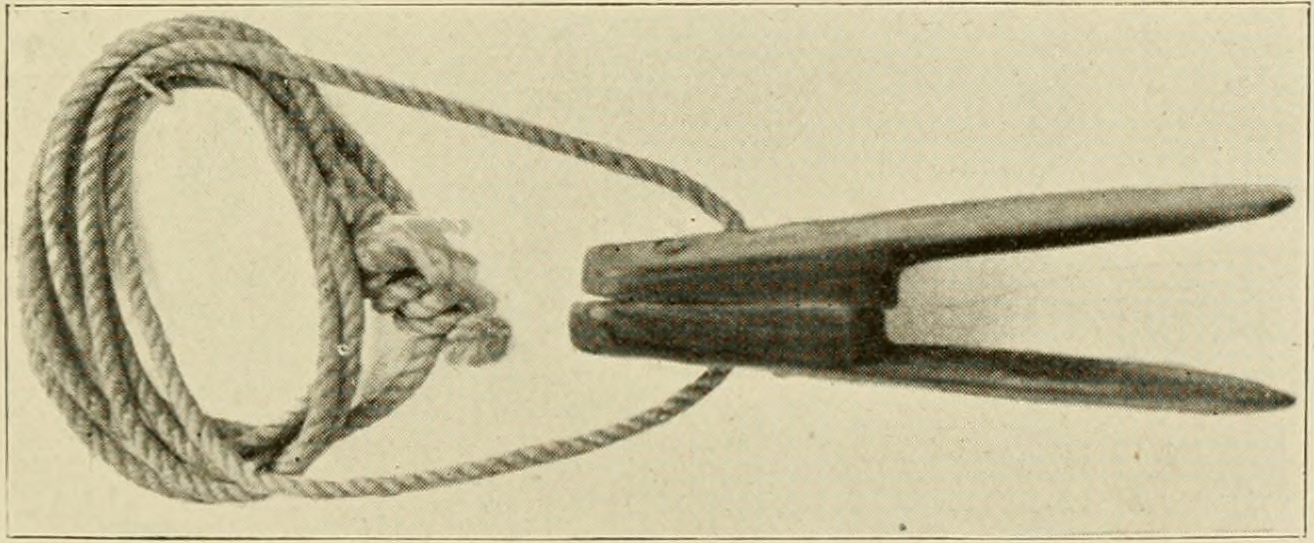
فطام تقليدي للغوص الحر تحت الماء من جزيرة عبد الكوري أرخبيل سقطرى كان مستخدما في عام 1898. وهو مشبك يضعه الغواص على أنفه أثناء الغوص؛ حتى لا تتسرب المياه إلى جوفه. والفطام هو أحد أدوات الغوص الحر قديما للبحث عن اللؤلؤ في دول الخليج العربي.

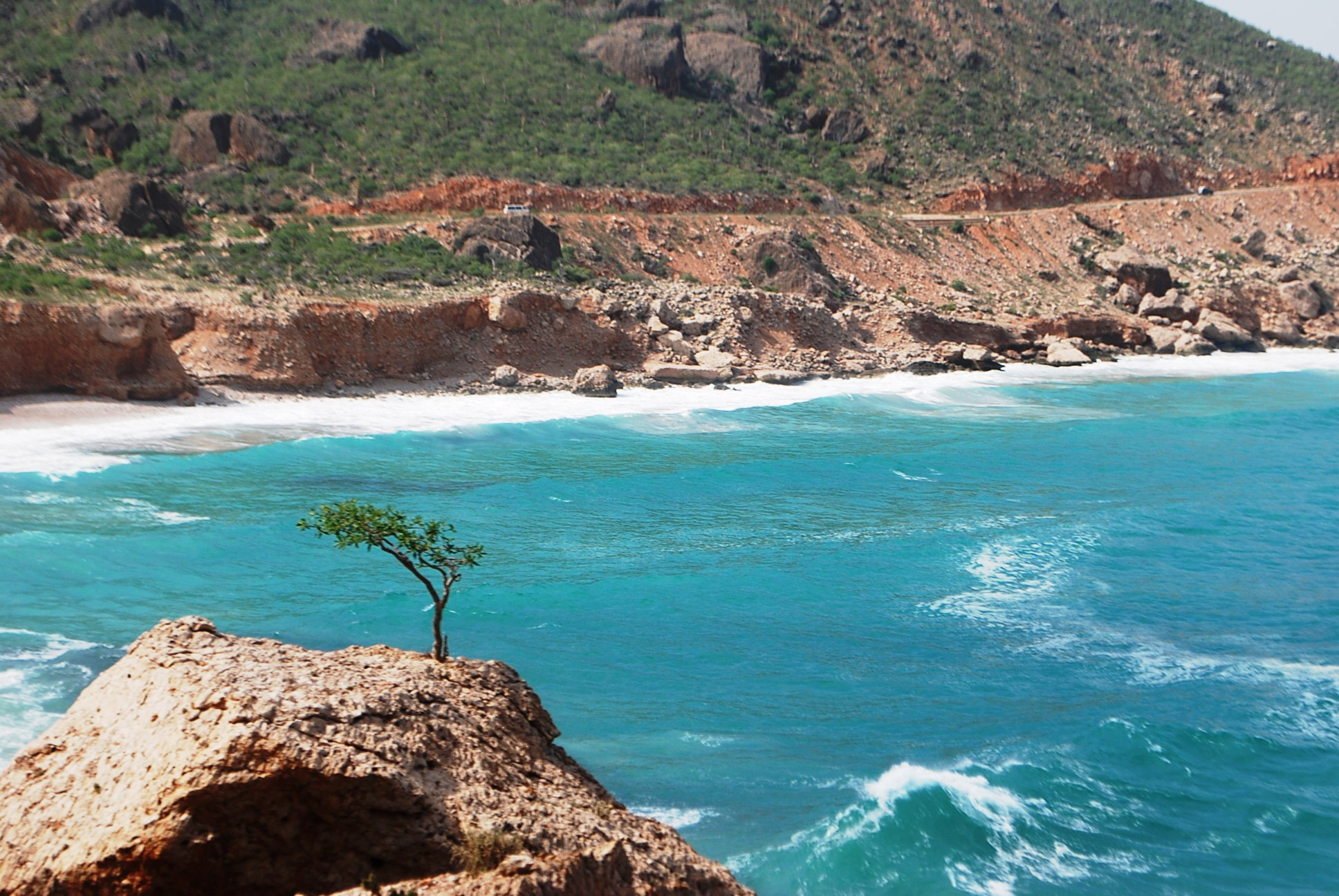
من شواطىء الجزيرة.

تمتد شواطئ الجزيرة مسافة (300 ميل) ولها خصائص فريدة من حيث كثبان رمالها البيضاء النقية حيث تبدو للزائر كأنها أكوام من محصول القطن ومعظمها مظللة بأشجار النخيل. تطل على مياه البحر الخالي من عوامل التلوث حيث تشاهد أنواع الأسماك تسبح فيها، وجميعها مواقع مثلى للاستجمام والغوص بعد توفر خدمات البنية الأساسية في الجزيرة وتهيئة تلك الشواطئ بالخدمات السياحية، كما تحتوي مياه الشواطئ على أحياء مائية عديدة ونادرة منها السلاحف المتنوعة الأشكال مثل السلاحف الخضراء الكبيرة الحجم. بالإضافة إلى الشعب المرجانية واللؤلؤ الذي اشتهرت به سقطرى منذ العصور التاريخية القديمة.
من أبرز الشواطئ الموجودة داخل الجزيرة: ساحل محمية «ديحمري»: التي تأتي في المرتبة الأولى؛ نظرا لما تحتويه من الشعاب المرجانية النادرة على مستوى الجزيرة وعلى مستوى العالم.
وفي المرتبة الثانية يأتي شاطئ «عرهر» ويتميز بكثبانه البيضاء الجميلة والمياه العذبة الجارية إلى البحر من الكهف طول السنة ويزيد جريانه بزيادة نسبة هطول الأمطار، كما يستطيع الزائر لمحمية عرهر أن يتمتع بمشاهدة سرطان البحر وصغار السلاحف المائية وهي تركض مسرعة على الشاطئ وكأنها كرات خضراء تضرب الرمال بأذرعها التي تشبه مجاذيف صغيرة، لتحتمي بمياه المحيط من الطيور الجارحة التي تنقض عليها.

### الشلالات
يوجد في جزيرة سقطرى عدد من شلالات المياه الغزيرة تنتشر في مواقع مختلفة أهمها شلالات «دنجهن» في حديبو حيث يبعد عن المركز بمسافة (6 كم) فقط، وكذلك شلالات حالة، ومومي، وقعرة وعيهفت ومعظم تلك الشلالات تنبع من أعالي الجبال على مدار العام. وبصورة عامة: إن تنشيط الحركة السياحية إلى جزيرة سقطرى بحاجة إلى توفير خدمات البنية الأساسية في عموم مناطق الجذب السياحي وبالتالي توفير الخدمات السياحية المساعدة في إطار الخطة المتكاملة لحماية مناطق المحميات الطبيعية.
يوجد في جزيرة سقطرى ثلاث فنادق فقط وهذا يدل على أن الحكومة لا تستثمرها ولا يوجد مستثمرون يمنيون فيها.

## المواصلات والنقل

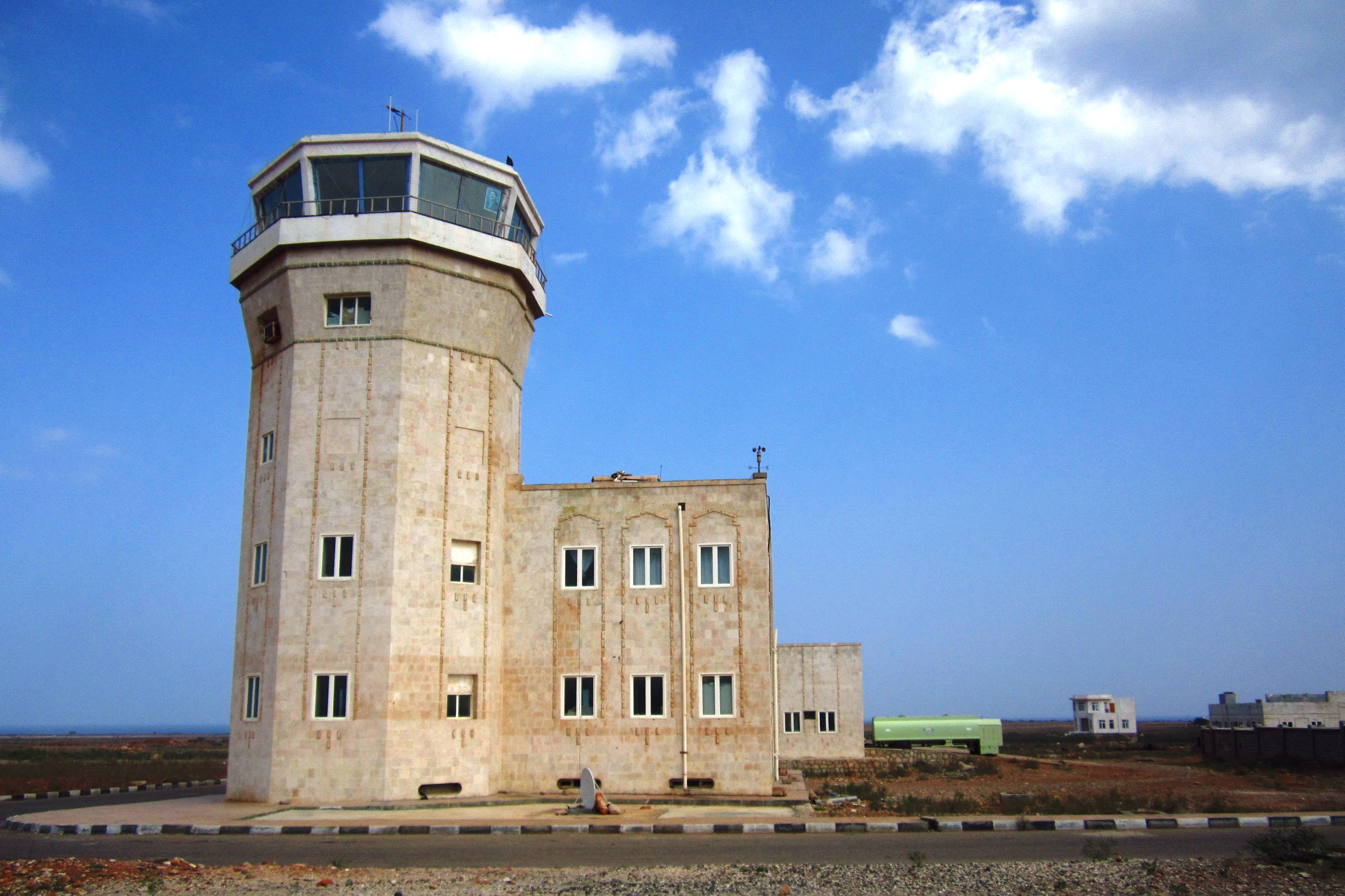
برج مطار سقطرى

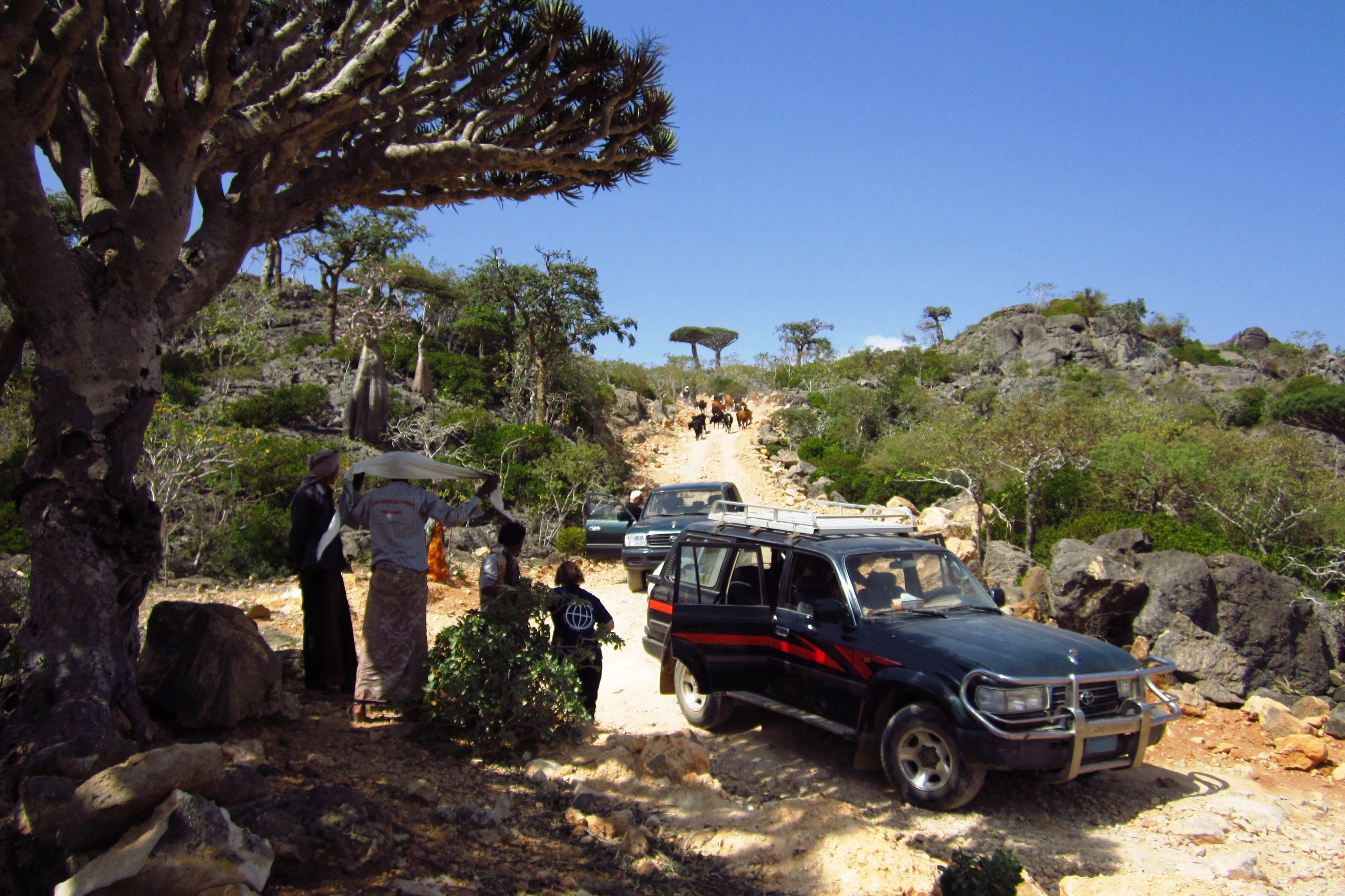

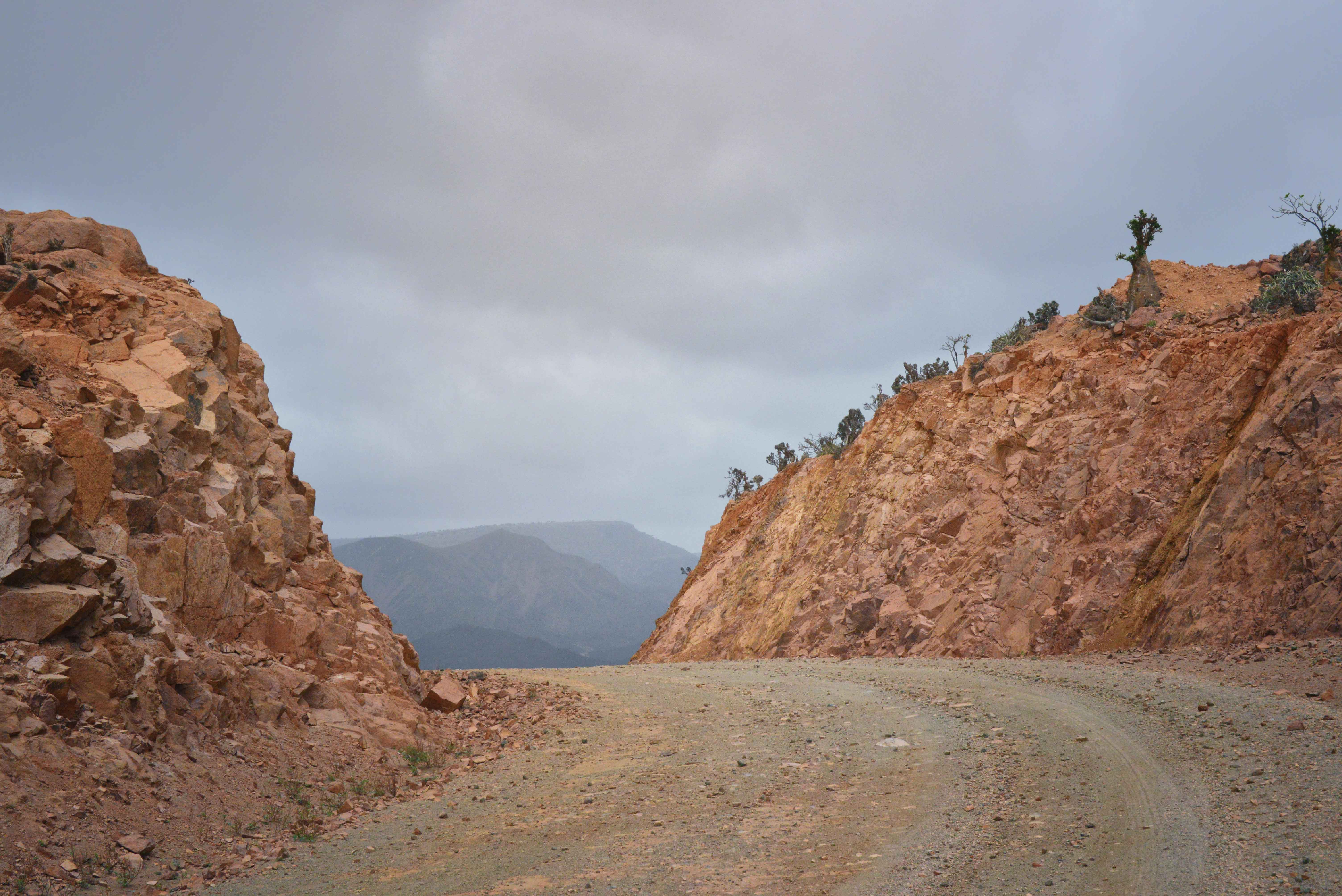
طرق سقطرى الترابية

وسائل النقل العام في سقطرى تقتصر على عدد قليل من الحافلات الصغيرة، أو استئجار سيارة دفع رباعي مع سائق.

 ترتبط جزيرة سقطرى بالبر اليمني من خلال السفن التي تنطلق من ميناء يقع جنوب حديبو بخمسة كيلومترات ويصل لمدينة المكلا على سواحل اليمن. وبناء على المعلومات الواردة فإن الرحلة تستغرق من 2 إلى 3 أيام وتكون غالباً لنقل البضائع، وتتوقف الملاحة البحرية إلى سقطرى، لأربعة أشهر على الأقل كل عام. وذلك بسبب موسم هبوب الرياح.
تُسَيِّر الخطوط الجوية اليمنية وطيران السعيدة رحلات متفرقة من مطاري صنعاء وعدن والمكلا لمطار سقطرى.

## التقسيم الإداري
تتبع جزيرة سقطرى المحافظة التي تحمل أسمها وهي محافظة أرخبيل سقطرى، وتقسم المحافظة إلى مديريتين وهي مديرية حديبو ومركزها حديبو، ومديرية قلنسية وعبد الكوري ومركزها قلنسية.

### الجزر

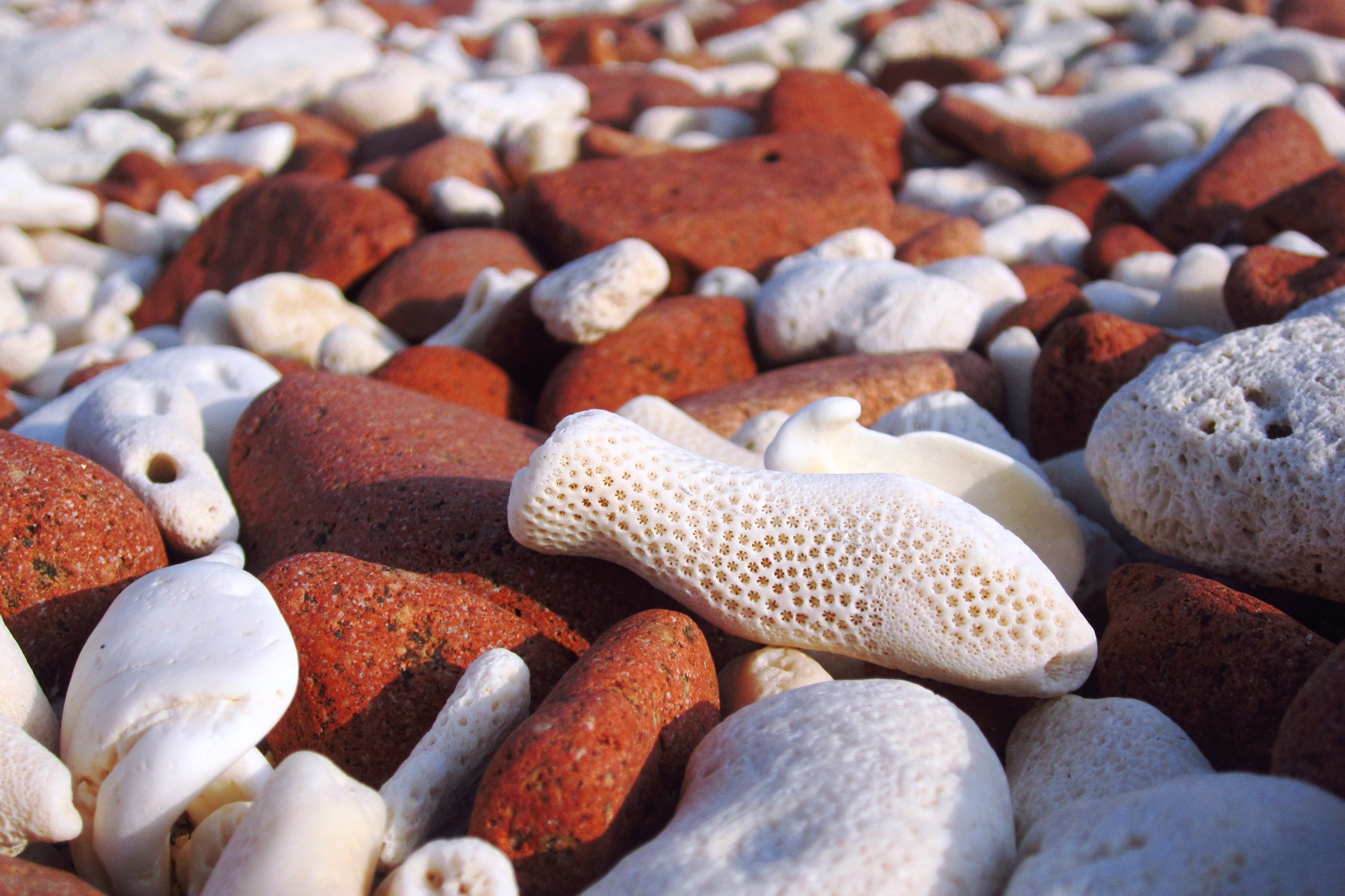
أصداف بحريَّة من "محمية ديحمري" بجزيرة سقطرى

يضم الأرخبيل جزر عبد الكوري وسمحة ودرسة.

## الثقافة

### اللهجات
يتحدث السكان الأصليين في أرخبيل سقطرى، شاملة جزيرة عبد الكوري، وسمحة، باللغة السقطرية، وهي واحدة من اللغات العربية الجنوبية الحديثة.
متحدثي السقطرية متواجدون في سقطرى، والأراضي اليمن، وهي لغة حِمْيَرِيَّة قديمة،  وتعتبر هذه اللغة عبر التاريخ منعزلة عن الأراضي العربية،  تنطق العربية أيضاً في سقطرى على شكل لهجة.

## السياحة

### كهف هوك
يوجد هذا الكهف في الجهة الشرقية من جزيرة سقطرى بمنطقة حالة، ويبلغ طوله حوالي ثلاثة آلاف متر ويعتبر من أبرز المعالم في جزيرة سقطرى.

## معرض صور

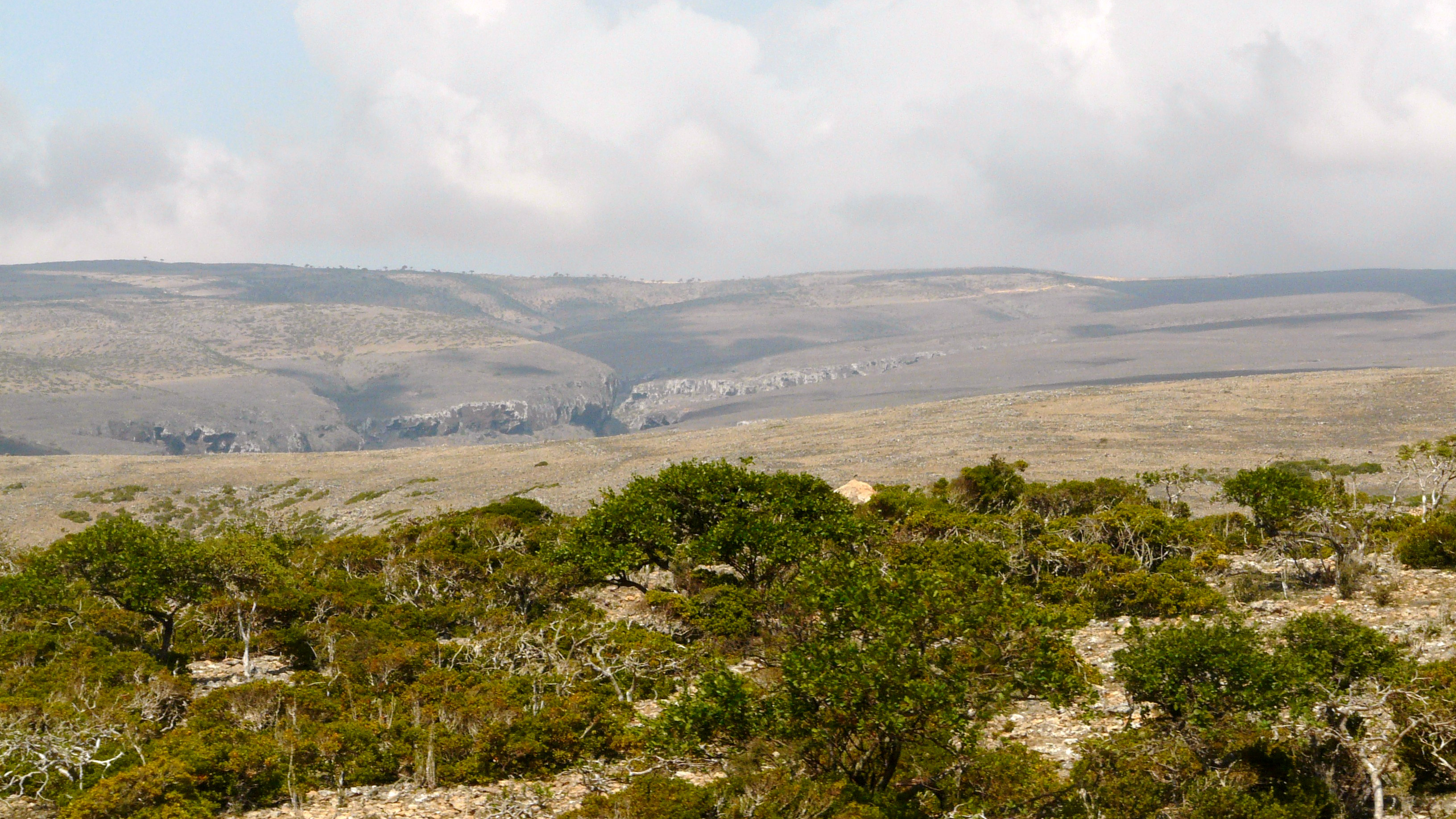
دكسم
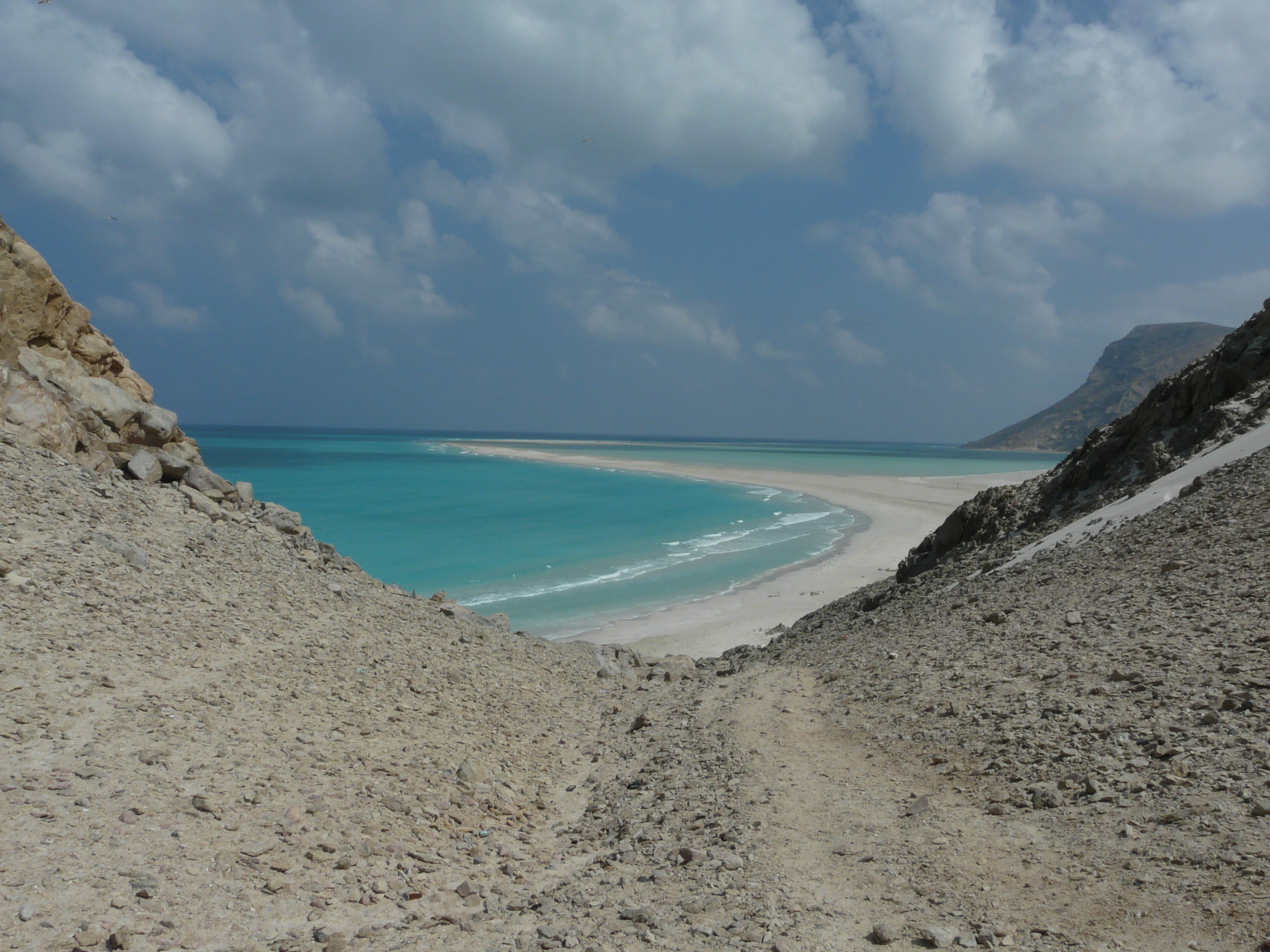
قلنسية
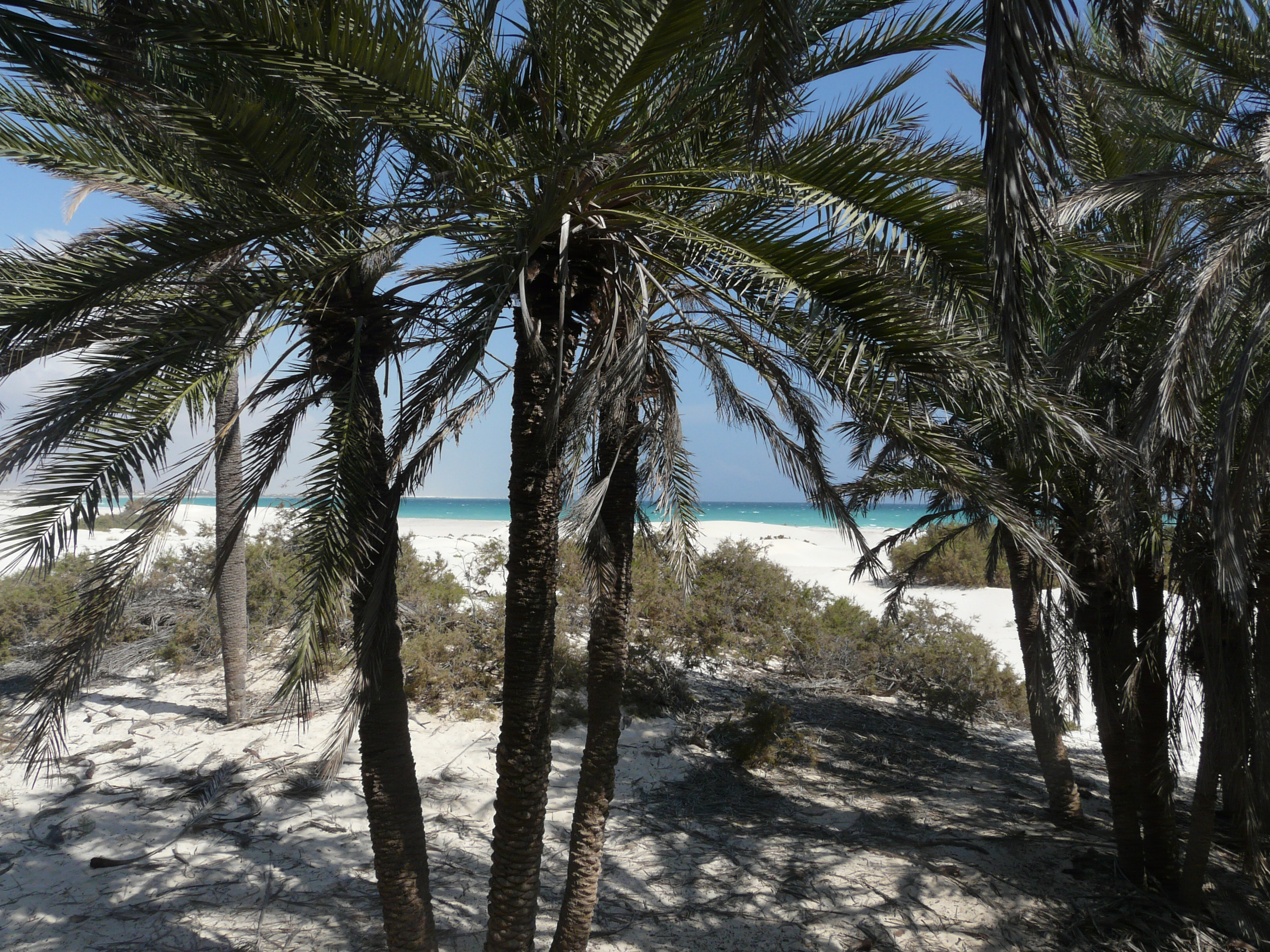
نوجد
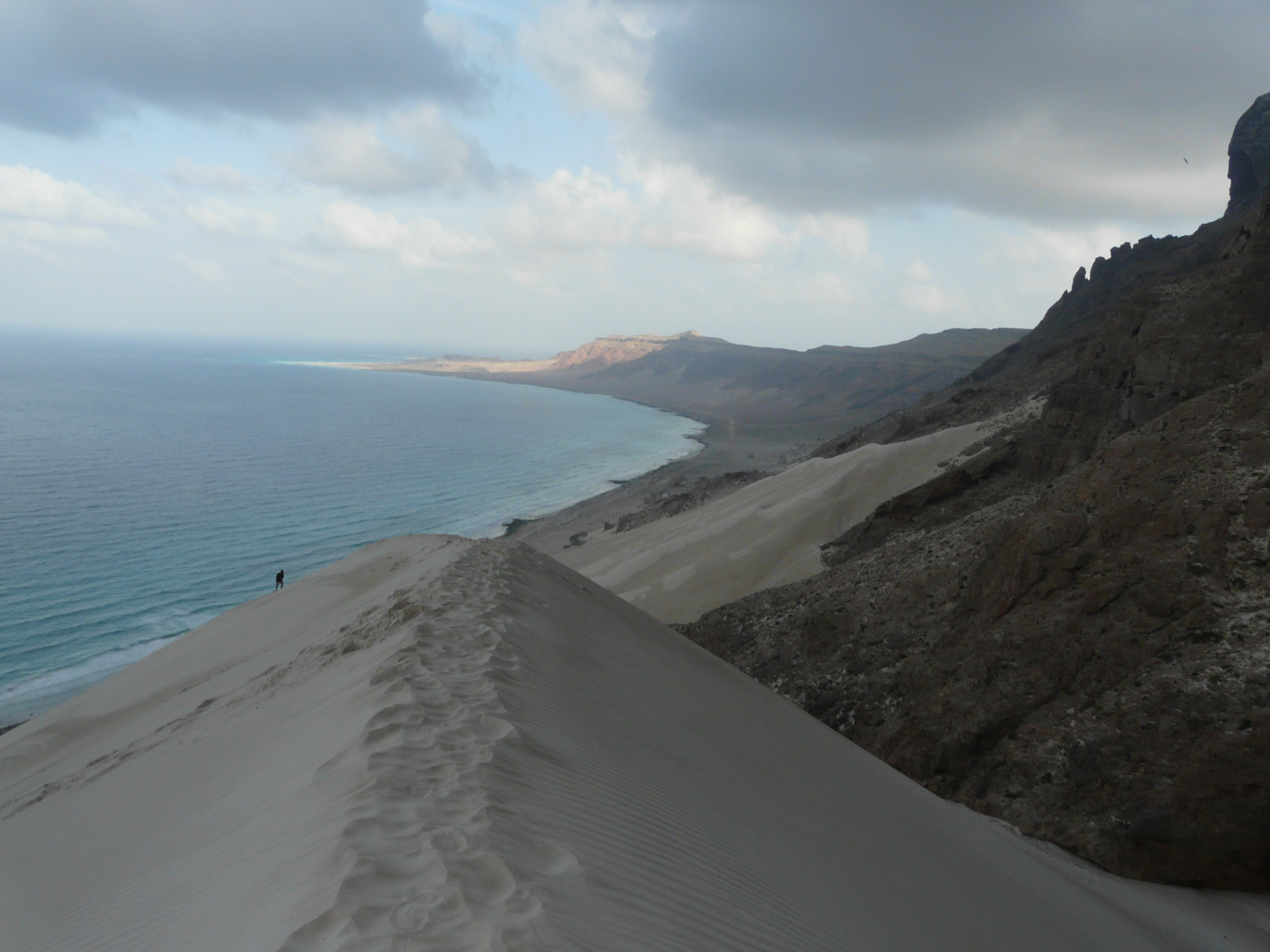
عرعر
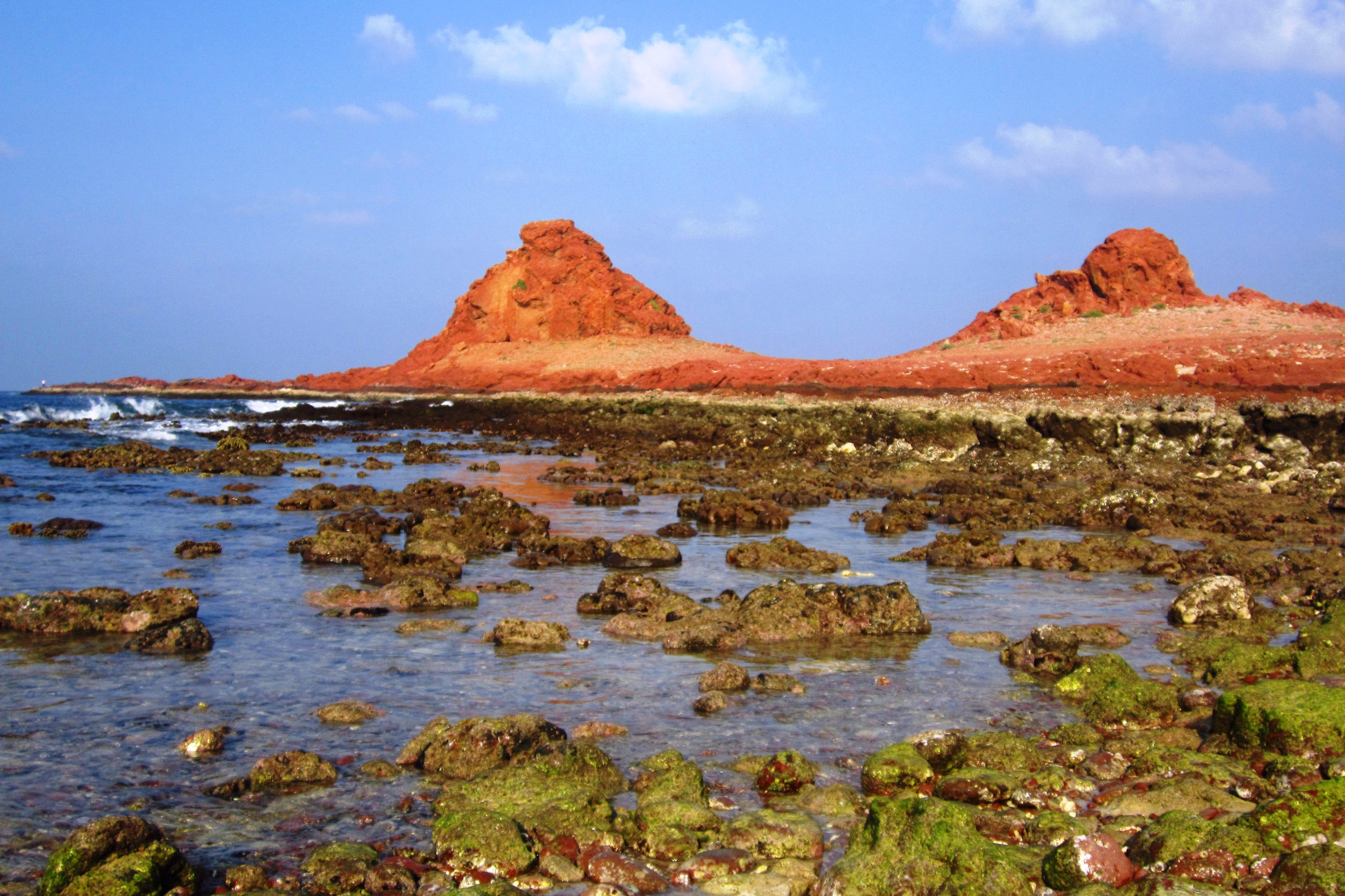
محمية ديحمري
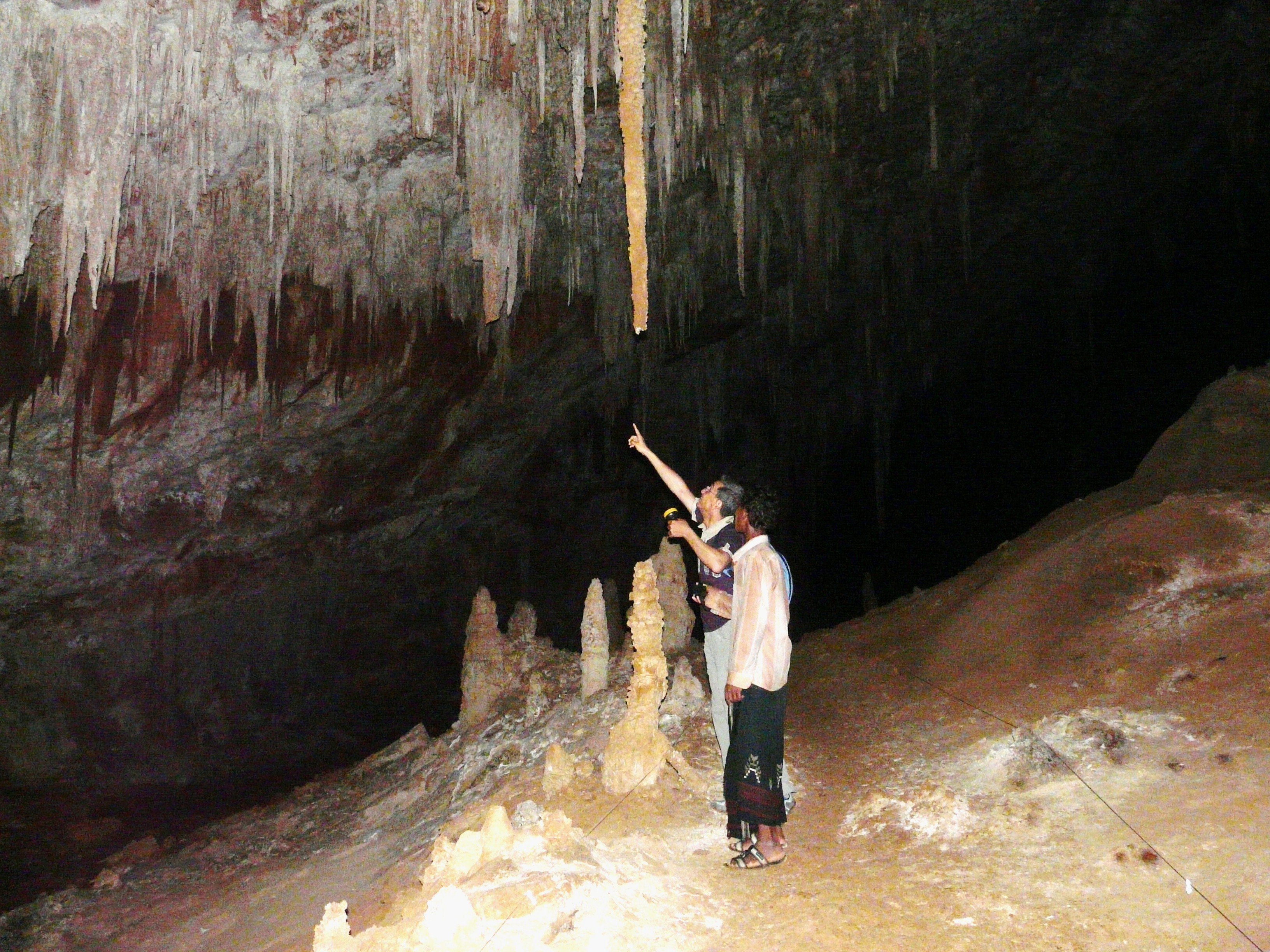
كهف حالة
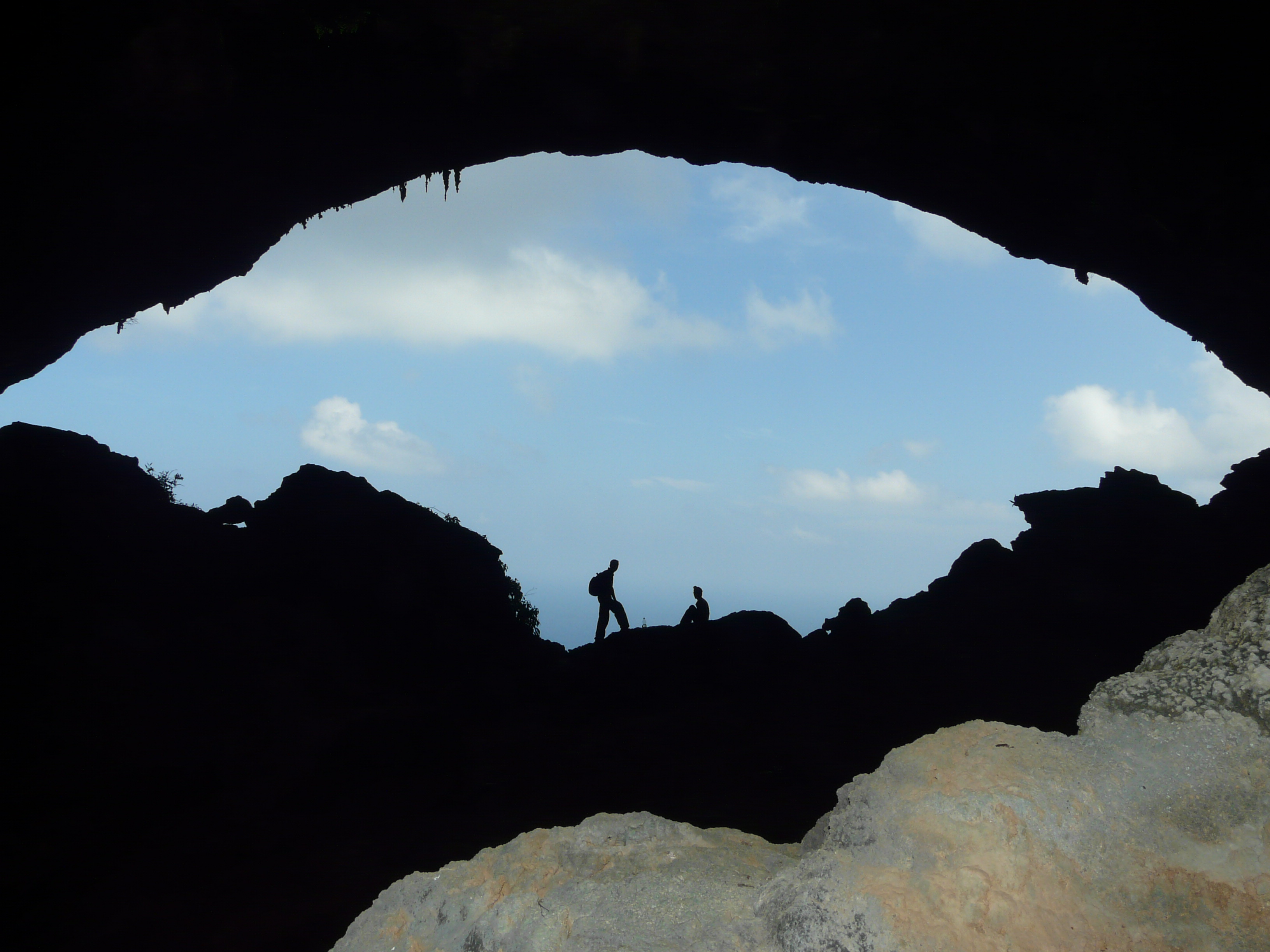
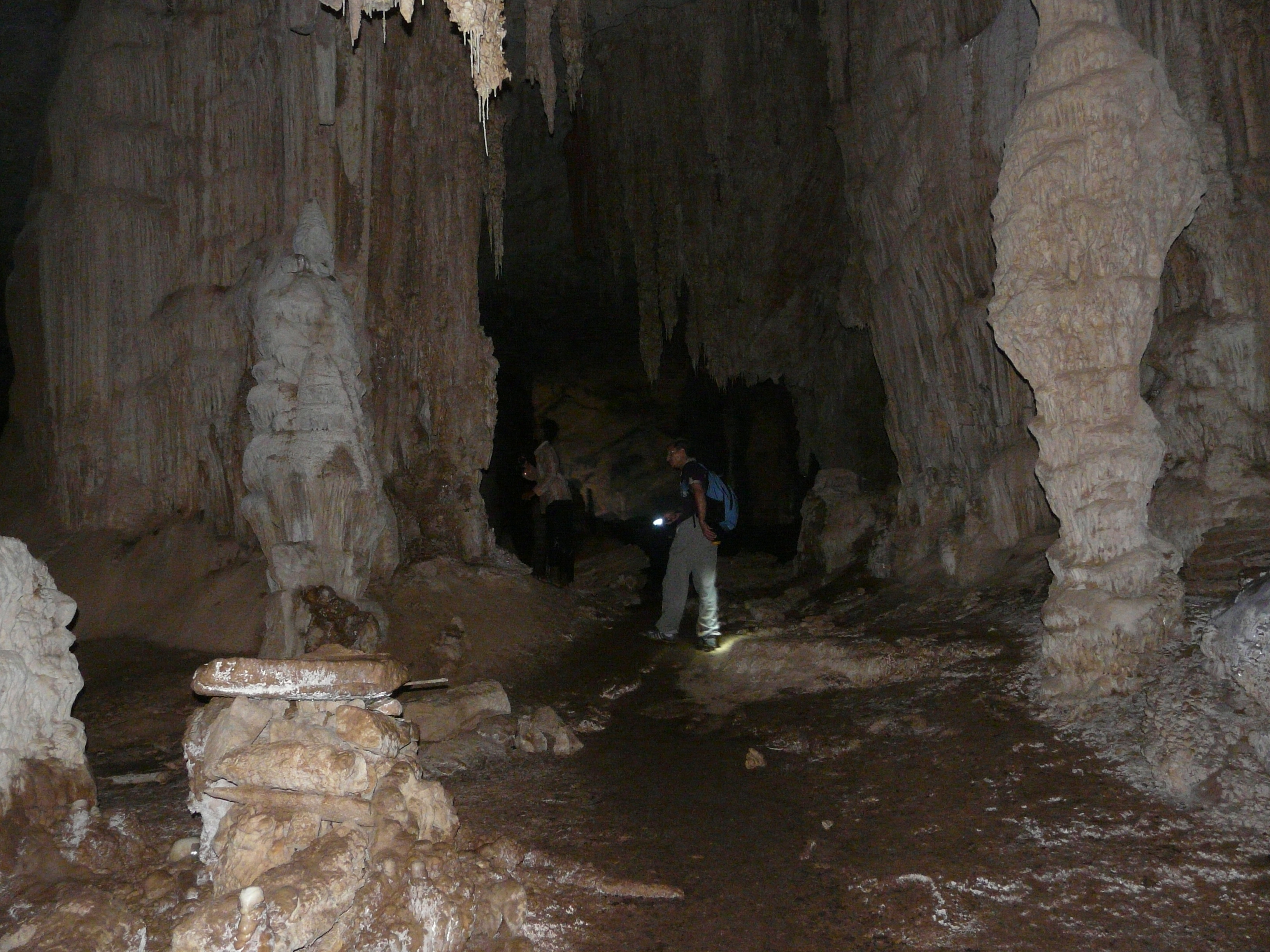
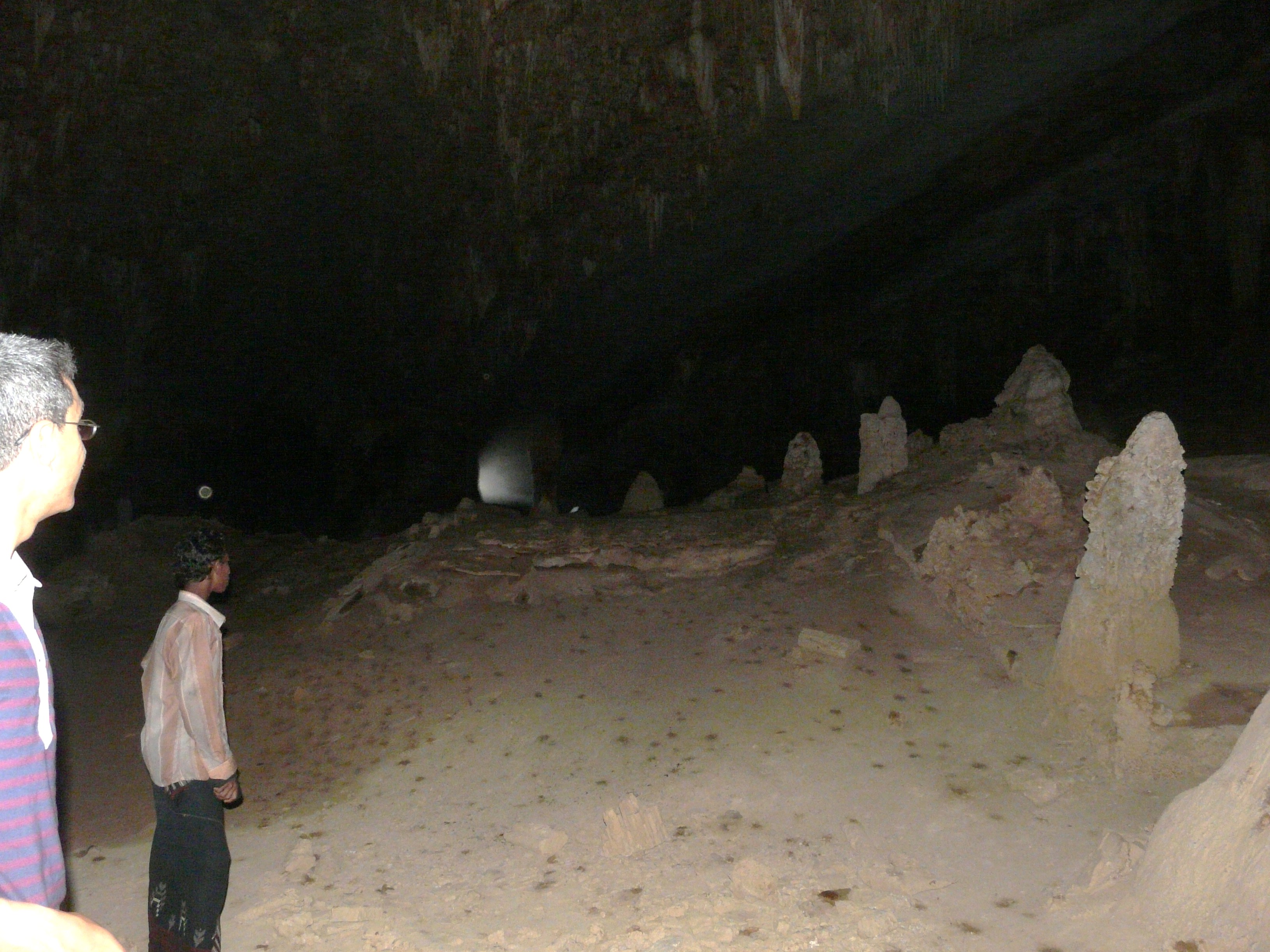
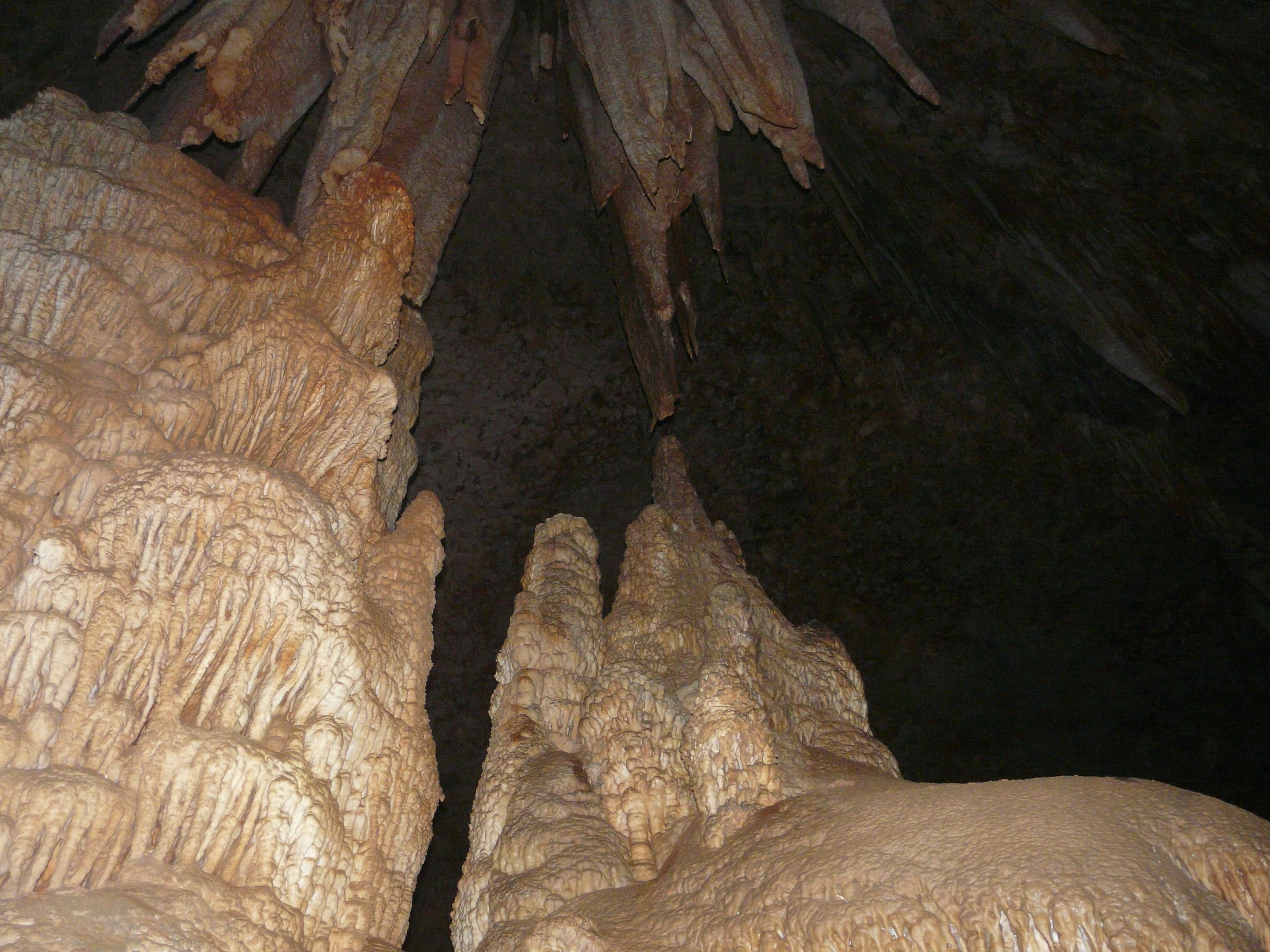
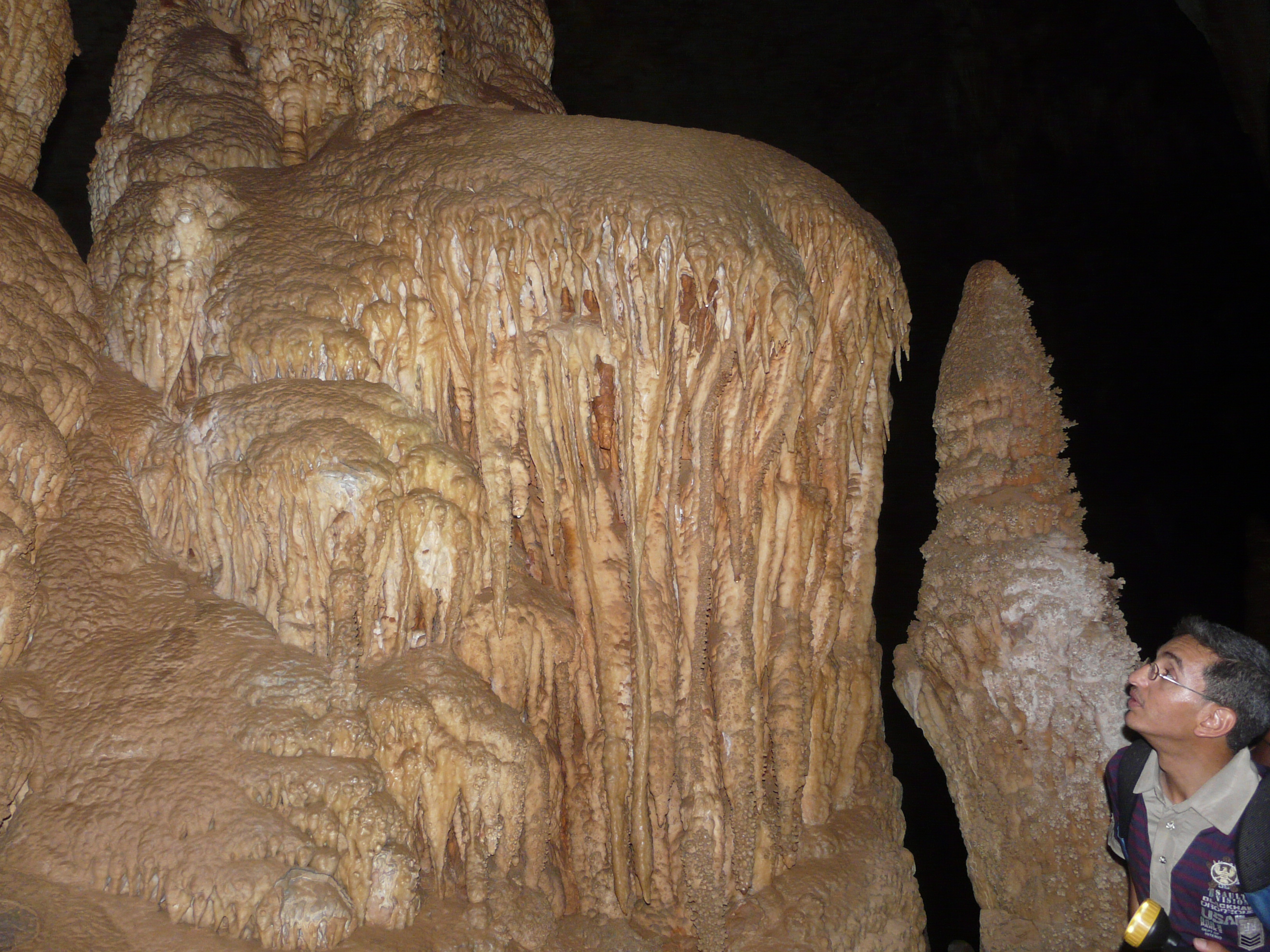

## وصلات خارجية
- صور سقطرى.
- اكتشف وزر سقطرى.